# Opole (voivodia)
A voivodia de Opole (em polonês/polaco: województwo opolskie) é uma unidade da divisão administrativa da Polônia e uma das 16 voivodias, localizado na parte sul do país. Cobrindo uma área de 9 412 km², é atualmente a menor voivodia da Polônia. Segundo dados de 31 de dezembro de 2024, também era a voivodia com o menor número de habitantes − 933 349 habitantes. A sede das autoridades da voivodia é a cidade de Opole.

## História

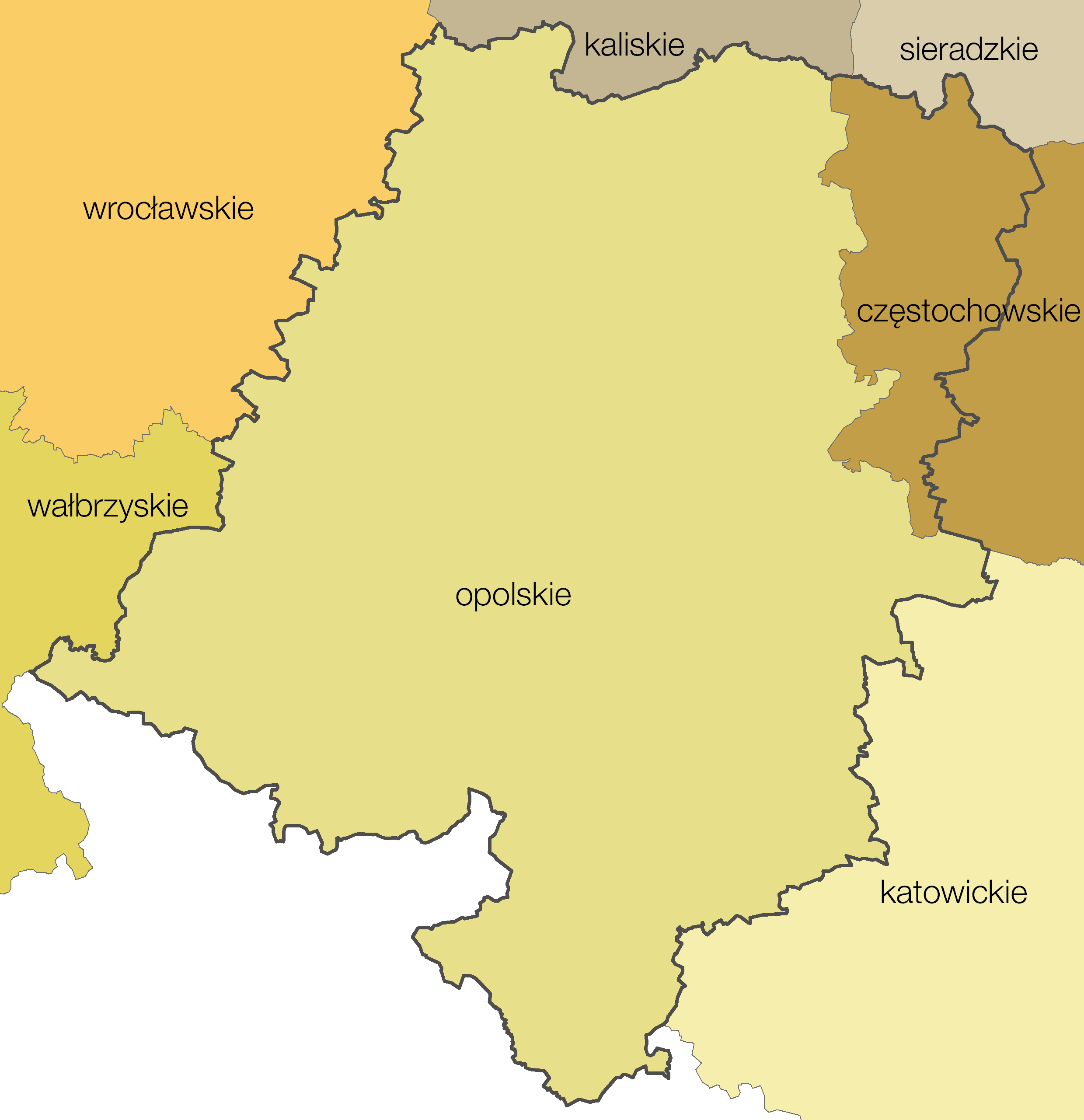
Voivodias de 1975 a 1998 com a fronteira da atual voivodia de Opole

A voivodia nos anos 1950-1975

A primeira voivodia de Opole foi criada em 1950, em 1975 o condado de Racibórz e o de Olesno foram separados; este último, ampliado em termos territoriais, retornou à voivodia como resultado da reforma administrativa em 1999.
A voivodia de Opole foi criada em 1950, de acordo com a Lei de 28 de junho de 1950, como resultado da divisão da voivodia Silésia-Dąbrowski nas voivodias de Katowice e Opole. À voivodia de Opole foram adicionados o condado de Brzeg e o condado de Namysłów da voivodia da Breslávia. A nova voivodia, com 9 506 km², era o menor da Polônia na época. Segundo dados de 1950, mais de 50% dos habitantes eram nativos, cerca de 25% eram poloneses orientais (kresowianos). Em 1975, como resultado da reforma administrativa, uma nova voivodia de Opole foi criada: o condado de Racibórz foi associado à voivodia de Katowice, e quase todo o Olesno se juntou à recém-criada voivodia de Częstochowa (2 das 8 unidades permaneceram na voivodia de Opole). Desde 1999, devido à extinção da voivodia de Częstochowa, o condado de Olesno faz novamente parte da voivodia.

## Geografia

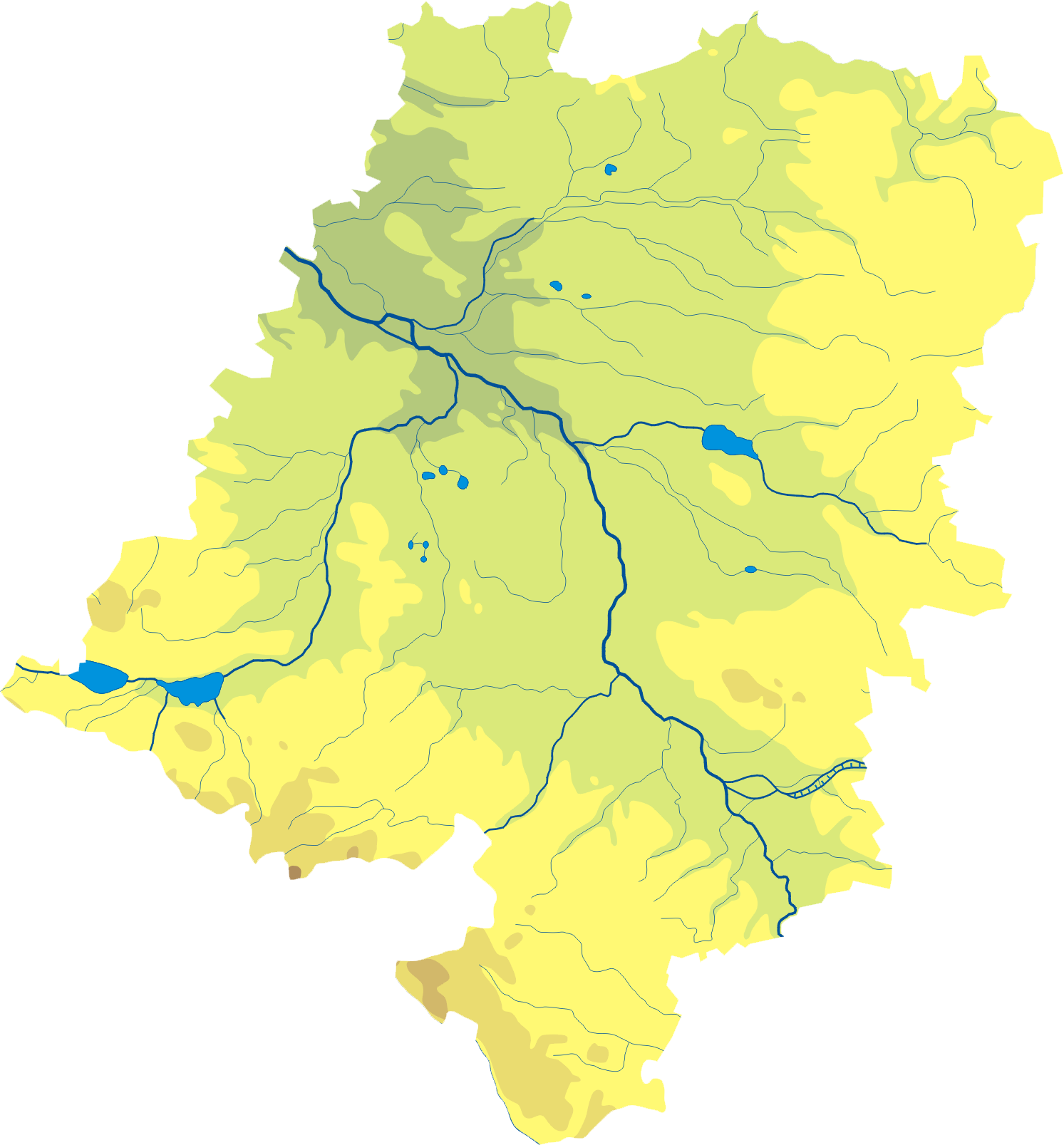
Mapa físico da voivodia

Segundo dados de 1 de janeiro de 2014, a área da voivodia é de 9411,87 km².
Segundo dados de 31 de dezembro de 2012 as florestas na voivodia de Opole cobriam uma área de 249,8 mil ha, que representavam 26,5% de sua área.

### Localização administrativa
A voivodia está localizada no sudoeste da Polônia e faz fronteira com:
- República Tcheca (com as regiões da Morávia-Silésia e Olomouc) ao longo de 192,4 km ao sul e com as seguintes voivodias:
- Baixa Silésia ao longo de 193,7 km a oeste
- Łódź ao longo de 56,2 km a nordeste
- Silésia ao longo de 230,9 km a leste
- Grande Polônia ao longo de 47,7 km ao norte

### Localização histórica
A maioria das áreas da voivodia é a parte ocidental da Alta Silésia, enquanto que toda a região é frequentemente chamada de Opole Silésia, não totalmente correto, porque partes do nordeste da voivodia (comuna de Praszka e comuna de Rudniki) não estão localizados na histórica Silésia, mas na Terra de Wieluń. A parte ocidental da província atual (mais de 20% da área) inclui as áreas históricas da Baixa Silésia: a maior parte das terras de Brest e as de Namysłów, que até 1950 pertenciam à província da Breslávia. Também cidades como Nysa, Grodków, Otmuchów, Paczków e Głuchołazy estão localizadas nas áreas históricas da Baixa Silésia (antigo Ducado de Nysa) Prudnik e suas imediações na Idade Média faziam parte da Morávia (até 1337). Na parte sul da voivodia, perto de Kietrz, existe um enclave da Morávia.

### Topografia
No sentido norte-sul, a voivodia se estende por 136 km, ou seja, 1°13′20″. No sentido leste-oeste, a extensão da voivodia é de 127 km, o que na dimensão angular dá 1°47′15″.
Coordenadas geográficas de pontos extremos:
- norte: 51°11′40″ latitude N – (Condado de Namysłów),
- sul: 49°58′20″ latitude N – rio Opawa (Condado de Głubczyce),
- oeste:: 16°54′28″ longitude E – posto fronteiriço n.º 200 (Condado de Nysa),
- leste: 18°41′43″ longitude E – (Condado de Olesno).

O ponto mais alto é o pico Biskupia Kopa, nas montanhas Opawskie - 889 m acima do nível do mar. As cidades mais altas da voivodia são Głuchołazy e Prudnik.

### Recursos hídricos
O principal rio da voivodia é o Oder. Os outros rios maiores da região são Mała Panew e Nysa Kłodzka. Os maiores lagos são reservatórios artificiais, ou seja, os lagos Nyskie, Otmuchowskie e Turawskie.

## Divisão administrativa
A voivodia de Opole é dividida em 11 condados e uma cidade com direitos de condados. Existem 71 comunas localizadas em sua área: 3 comunas urbanas (incluindo uma idêntica àquela com direitos de condado), 33 comunas urbano-rurais e 35 comunas rurais. Em dois casos (Brzeg e Kędzierzyn-Koźle) existem duas comunas urbanas: Brzeg, Kędzierzyn-Koźle e rural: Brzeg, Kędzierzyn-Koźle. Existem 36 povoados na voivodia de Opole com direitos de cidade (direitos concedidos à cidade).
O maior condado da voivodia é o de Opole, cuja área é de 1 534,30 km², e o menor é o de Krapkowice com 441,80 km². A maior comuna da voivodia é a de Głubczyce com 294,3 km² e a menor é a de Brzeg com 14,6 km².
Excluindo a cidade com direitos de condado (Opole), conforme os dados de 31 de dezembro de 2022, o condado com o maior número de habitantes é o de Nysa - 129 353 habitantes, e o condado com o menor número é o de Namysłów − 42 155 habitantes. Excluindo a cidade com direitos de condado, a comuna com maior número de habitantes é a comuna urbana de Kędzierzyn-Koźle – 55 172 habitantes, e a comuna com o menor número de habitantes é a de Świerczów – 3 094 habitantes.
| Brasão             | Bandeira             | Condado                                | Área [km²] | População (31-12-2024) | Densidade demográfica [hab./km²] | Posição na Polônia por área | Posição na Polônia por população | Taxa média de desemprego (30 de junho de 2014) | Dívida do governo local em relação à renda (2014) | Taxa de urbanização |
| ------------------ | -------------------- | -------------------------------------- | ---------- | ---------------------- | -------------------------------- | --------------------------- | -------------------------------- | ---------------------------------------------- | ------------------------------------------------- | ------------------- |
|                    |                      | Brzeg                                  | 876        | 85 876                 | 98                               | 158                         | 140                              | 20,5%                                          | 5,6%                                              | 56,5%               |
|                    | Condado sem bandeira | Głubczyce                              | 673        | 42 392                 | 63                               | 232                         | 323                              | 17,7%                                          | 22,1%                                             | 45,8%               |
|                    |                      | Kędzierzyn-Koźle                       | 625        | 85 725                 | 137                              | 243                         | 130                              | 12,9%                                          | 15,8%                                             | 64,2%               |
|                    |                      | Kluczbork                              | 852        | 60 911                 | 71                               | 164                         | 229                              | 13,2%                                          | 52,3%                                             | 51,1%               |
| Condado sem brasão | Condado sem bandeira | Krapkowice                             | 442        | 59 414                 | 134                              | 296                         | 235                              | 8,8%                                           | 20,6%                                             | 55,1%               |
|                    |                      | Namysłów                               | 748        | 41 931                 | 56                               | 194                         | 338                              | 17,5%                                          | 15,6%                                             | 37,7%               |
|                    |                      | Nysa                                   | 1224       | 127 390                | 104                              | 79                          | 57                               | 18,0%                                          | 7,3%                                              | 52,7%               |
|                    |                      | Olesno                                 | 973        | 61 023                 | 63                               | 133                         | 233                              | 8,9%                                           | 15,1%                                             | 36,8%               |
|                    |                      | Opole                                  | 1534       | 120 788                | 79                               | 32                          | 74                               | 12,8%                                          | 6,2%                                              | 14,5%               |
|                    |                      | Prudnik                                | 572        | 51 171                 | 90                               | 268                         | 280                              | 17,4%                                          | 38,4%                                             | 52,8%               |
|                    |                      | Strzelce                               | 744        | 70 916                 | 95                               | 195                         | 196                              | 8,9%                                           | 16,1%                                             | 45,2%               |
|                    |                      | Opole (cidade com direitos de condado) | 149        | 125 812                | 845                              | 329                         | 65                               | 6,3%                                           | 35,8%                                             | 100%                |

### Sub-regiões estatísticas
A voivodia de Opole consiste em 2 sub-regiões estatísticas do Escritório Central de Estatística (GUS) — em conformidade com o padrão NUTS da União Europeia:
- A sub-região de Nysa (código 523) inclui 5 condados: condado de Nysa, condado de Prudnik, condado de Brzeg, condado de Namysłów e condado de Głubczyce.
- A sub-região de Opole (código 524) inclui 1 cidade com direitos de condado e 6 condados: Opole, condado de Opole, condado de Krapkowice, condado de Olesno, condado de Kędzierzyn-Koźle, condado de Strzelce e condado de Kluczbork

## Cidades
Existem 37 cidades na voivodia de Opole, incluindo uma com direitos de condado.
O nome da cidade com direitos de condado está em negrito e os nomes das cidades sedes de condados foram escritos em itálico.
- Baborów
- Biała
- Brzeg
- Byczyna
- Dobrodzień
- Głogówek
- Głubczyce
- Głuchołazy
- Gogolin
- Gorzów Śląski
- Grodków
- Kędzierzyn-Koźle
- Kietrz
- Kluczbork
- Kolonowskie
- Korfantów
- Krapkowice
- Leśnica
- Lewin Brzeski
- Namysłów
- Niemodlin
- Nysa
- Olesno
- Opole
- Otmuchów
- Ozimek
- Paczków
- Praszka
- Prószków
- Prudnik
- Strzelce Opolskie
- Strzeleczki
- Tułowice
- Ujazd
- Wołczyn
- Zawadzkie
- Zdzieszowice

## Demografia
A voivodia de Opole tem 933 349 habitantes, dos quais 51,7% são mulheres e 48,3% homens. Nos anos 2002-2024, o número de habitantes diminuiu 12,0 %. A idade média dos habitantes é de 44,1 anos e é ligeiramente superior à idade média dos habitantes de toda a Polônia. A população projetada da voivodia de Opole em 2050 é de 744 575 habitantes, dos quais 380 597 são mulheres e 363 978 são homens.
Dados de 31 de dezembro de 2024:
| Descrição                         | Total      | Total     | Mulheres   | Mulheres  | Homens     | Homens    |
| --------------------------------- | ---------- | --------- | ---------- | --------- | ---------- | --------- |
| unidade                           | habitantes | %         | habitantes | %         | habitantes | %         |
| população                         | 933 349    | 100       | 482 541    | 51,7      | 450 808    | 48,3      |
| área                              | 9 412 km²  | 9 412 km² | 9 412 km²  | 9 412 km² | 9 412 km²  | 9 412 km² |
| densidade populacional (hab./km²) | 106        | 106       | 54,8       | 54,8      | 51,2       | 51,2      |

A voivodia tem povos nativos nas regiões central e oriental, identificando-se principalmente como alemães e silesianos. Atualmente, a maioria dos habitantes da região (cerca de 2/3) são imigrantes (e seus descendentes) que chegaram a essa área após 1945, como resultado da transferência anterior da parte alemã da Alta Silésia para a Polônia pela União Soviética e pelos aliados ocidentais. A língua cotidiana do povo alemão e da Silésia é a silesiana. Etnicamente, a população polonesa é composta por silesianos e colonos da Polônia Central entre as guerras e (os chamados Kresowiaków) dos territórios orientais da Segunda República Polonesa (os chamados Kresów) apreendidos pela União Soviética e atualmente dentro das fronteiras da Lituânia, Bielorrússia e Ucrânia. O grande grupo etnográfico dos opolanos, também dividido em grupos menores, atualmente não constitui uma referência de identificação para os residentes contemporâneos da voivodia de Opole. Os novos opolanos são hoje alemães e silesianos.
Composição nacional e “étnica” da voivodia de Opole conforme o censo de 2021
|                                      | Quantidade | Porcentagem |
| ------------------------------------ | ---------- | ----------- |
| Poloneses (nenhuma outra declaração) | 837 343    | 87,76%      |
| Outros, além do polonês              | 116 790    | 12,24%      |
| Silesianos                           | 60 049     | 6,29%       |
| Alemães                              | 59 911     | 6,28%       |
| Ucranianos                           | 2 191      | 0,23%       |
| Ingleses                             | 1 061      | 0,11%       |
| Ciganos                              | 887        | 0,09%       |
| Neerlandeses                         | 582        | 0,06%       |
| Bielorrussos                         | 486        | 0,05%       |
| Americanos                           | 390        | 0,04%       |
| Italianos                            | 344        | 0,04%       |
| Irlandeses                           | 337        | 0,04%       |
| Judeus                               | 310        | 0,03%       |
| Russos                               | 306        | 0,03%       |
| Tchecos                              | 305        | 0,03%       |
| População total                      | 954 133    | 100%        |

## Religião
As seguintes denominações atuam na voivodia: Igreja Católica, Igreja Católica grega na Polônia, Igreja Católica Polonesa na República da Polônia, Igreja Ortodoxa Autocéfala Polonesa, Igreja Evangélica de Augsburgo na Polônia, Igreja dos Cristãos Batista na Polônia, Igreja dos Cristãos Evangélicos na Polônia, Igreja de Cristo na Polônia, Igreja Pentecostal na Polônia, Comunidade Pentecostal Cristã, Igreja de Deus em Cristo, Igreja Adventista do Sétimo Dia, Testemunhas de Jeová, Movimento Missionário Secular "Epifania", Associação de Estudantes Livres da Bíblia, Centro Opole Zen, Associação Budista da Linhagem Karma Kagyu, Capital do Divino e do Cordeiro e Unitaristas.

## Administração e política

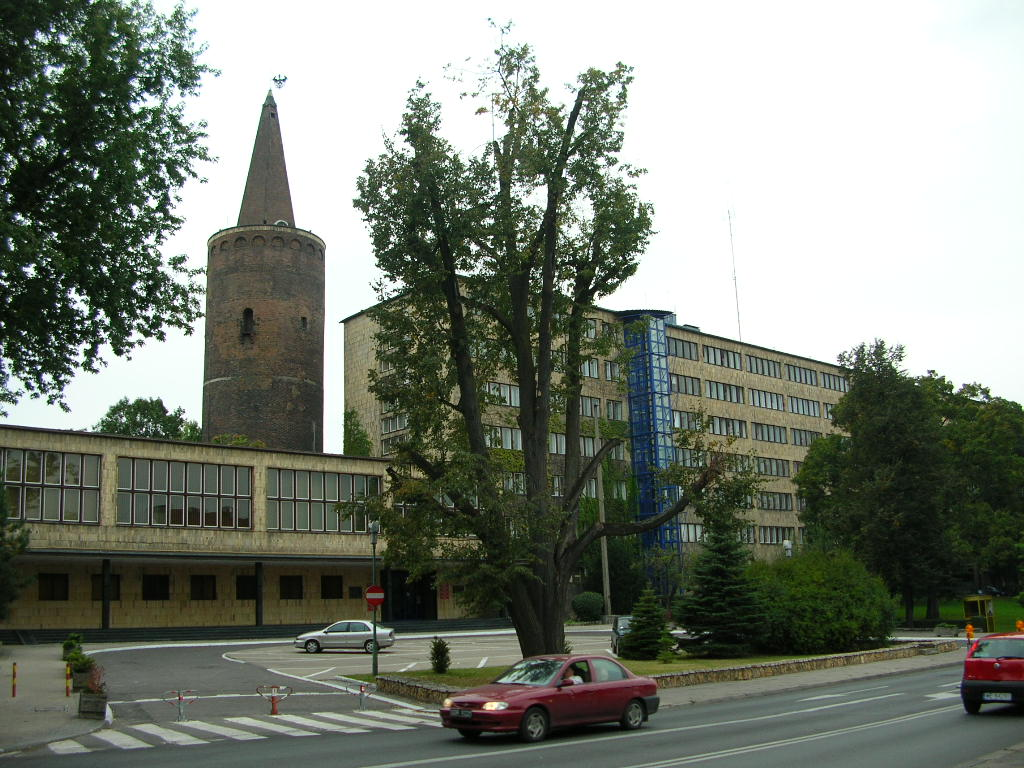
Edifício sede do gabinete e do Parlamento da voivodia

Logotipo da voivodia de Opole

### Governo autônomo
O órgão constitutivo do governo local é o parlamento da voivodia de Opole, composto por 30 conselheiros. A sede do conselho regional é Opole. O parlamento elege o órgão executivo de governo autônomo, que é o conselho da voivodia, composto por 5 membros incluindo seu marechal.
Marechais da voivodia de Opolskie:
- 1999–2002 Stanisław Jałowiecki
- 2002          Ryszard Galla
- 2002–2003 Ewa Olszewska
- 2003–2006 Grzegorz Kubat
- 2006–2013 Józef Sebesta
- 2013–        Andrzej Buła

### Administração governamental
O órgão de administração do governo é o Voivoda (Wojewoda) de Opole, nomeado pelo Primeiro-ministro. A sede da voivodia é Opole, onde o gabinete da voivodia de Opole está localizado.

## Economia

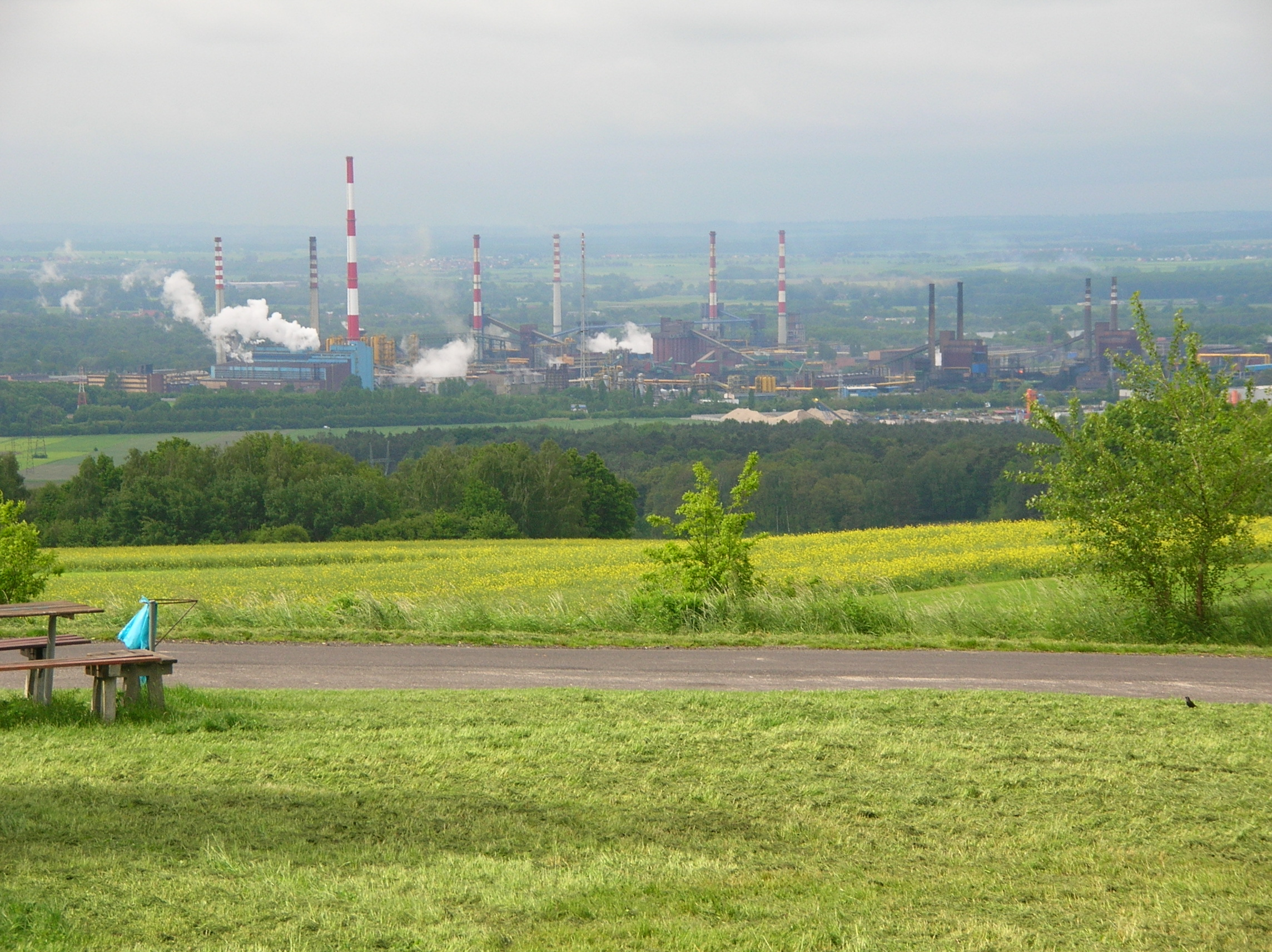
Filial da ArcelorMittal na Polônia em Zdzieszowice

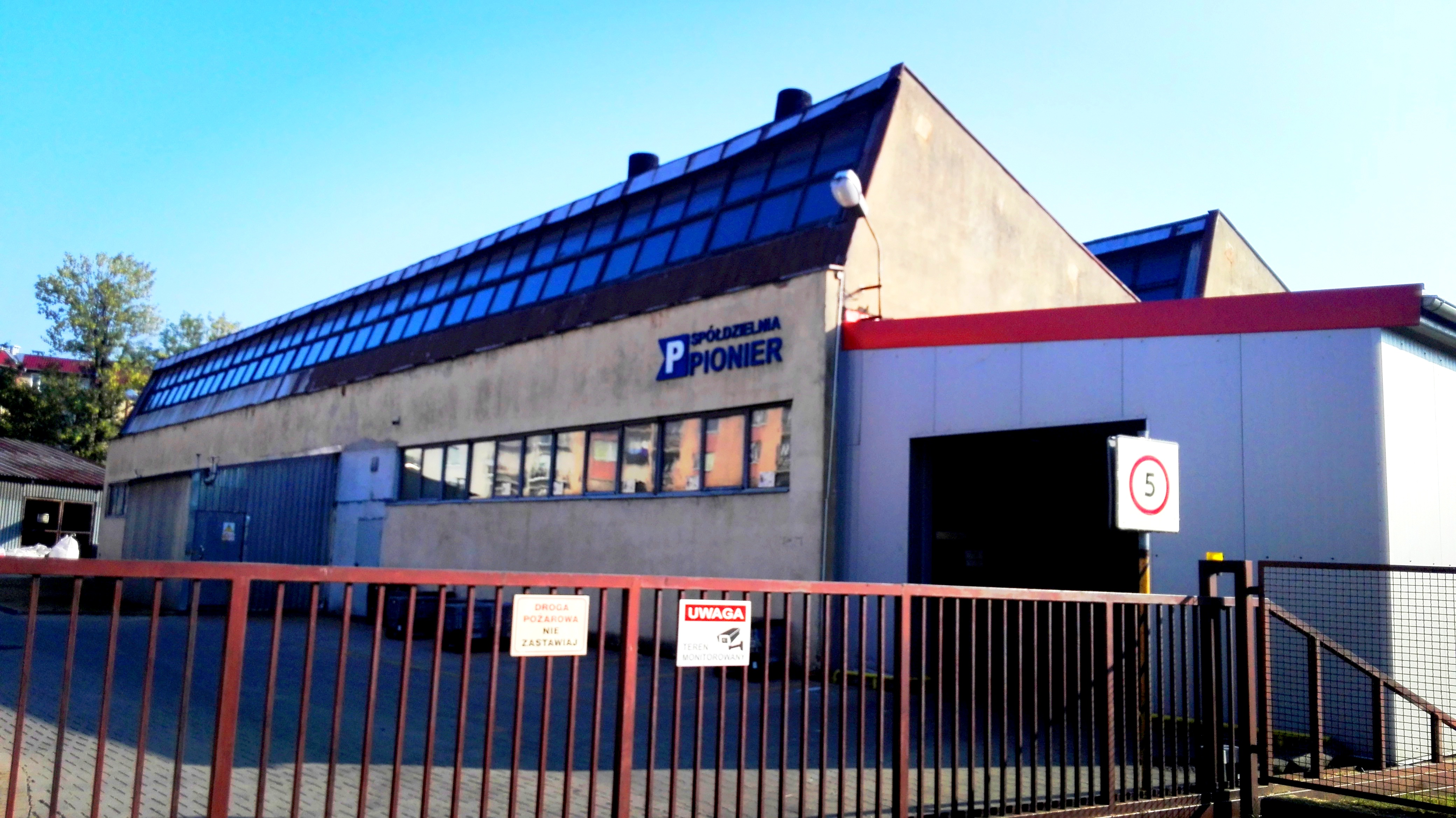
Cooperativa "Pionier" em Prudnik

Em 2012, o produto interno bruto da voivodia de Opole atingiu 34,3 bilhões de zlótis, o que representou 2,1% do PIB da Polônia. O produto interno bruto per capita foi de 33,9 mil zlótis (80,8% da média nacional), que colocou a voivodia de Opole em 11.º lugar em relação a outras voivodias.
Salário médio mensal de um habitante da voivodia de Opole no terceiro trimestre de 2011 foi de 3335,29 zlótis, o que a colocou em 8.º lugar em relação a todas as voivodias.
Em setembro de 2019, o número de desempregados registrados na voivodia somava aproximadamente 20 000 habitantes, que é a taxa de desemprego de 5,5% para os economicamente ativos.
Segundo dados de 2011, 4,7% dos residentes em domicílios na voivodia de Opole tiveram despesas abaixo da linha de extrema pobreza (isto é, estavam abaixo do mínimo de subsistência).
Em 2010, a venda da produção da indústria na voivodia de Opole atingiu 18,7 bilhões de zlótis, representando 1,9% da produção da indústria polonesa. As vendas da produção de construção e montagem na voivodia de Opole totalizaram 3,2 bilhões de zlótis, o que representou 2,0% das vendas da Polônia.
A voivodia de Opole tem uma indústria agrícola altamente desenvolvida com uma parcela de serviços em rápido crescimento. As partes central e oriental da voivodia são as mais desenvolvidas. A Euroregion Pradziad com sede em Prudnik opera em seu território. Tem uma indústria diversificada, entre outros, combustível e energia (Opole, Kędzierzyn-Koźle, Zdzieszowice), indústria química (Kędzierzyn-Koźle, Opole, Grodków), eletromecânica, incluindo metal (Ozimek, Zawadzkie, Prudnik), indústria de maquinaria (Opole, Brzeg, Praszka, Kędzierzyn-Koźle, Nysa, Krapkowice, Kluczbork, Bodzanów), meios de transporte (Praszka), metalúrgicas (Ozimek, Zawadzkie), mineradoras, entre outros, cimento e cal (Chorula, Strzelce Opolskie, Opole, Tarnów Opolski), indústria alimentícia (Opole, Kędzierzyn-Koźle, Brzeg, Namysłów), moveleira (Kluczbork, Opole, Prudnik, Głuchołazy, Dobrodzień, Pludry, Paczków), couro e calçados (Krapkowice, Strzelce Opolskie, Prudnik, Korfantów, Nysa, Głuchołazy), celulose e papel (Krapkowice, Bodzanów, Głuchołazy), vestuário e tricô.
Não há grandes depósitos minerais na voivodia, exceto depósitos rochosos, que incluem calcários, margas, granitos e basaltos. Eles são explorados em maior quantidade na parte central da voivodia, Kotlarnia e as montanhas Opawskie (a mina de grauvaque em Dębowiec perto de Prudnik).
A lista de produtos tradicionais inclui 74 produtos da voivodia de Opole.

### Empresas
Atualmente, as empresas mais importantes da voivodia de Opole são: Grupa Azoty ZAK em Kędzierzyn-Koźle, Filial da ArcelorMittal na Polônia em Zdzieszowice (o maior produtor de coque da Polônia), Huta Małapanew em Ozimek (a mais antiga fundição que opera na Polônia), Kler em Dobrodzień, Empresa de confeitaria "Odra" em Brzeg (uma das maiores empresas polonesas de confeitaria), a agência de viagens Itaka em Opole. Cooperativa "Pionier" em Prudnik e a Elektrownia Opole (usina termoelétrica de Opole).
Entre as empresas existentes que operam na região estão a Fábrica da indústria de algodão "Frotex" em Prudnik (o maior produtor de têxteis da Europa), a Fábrica de Produção Automotiva em Nysa, a Fábrica da indústria de couro da Silésia "Otmęt" em Krapkowice e a Agromet-Pionier em Strzelce Opolskie.

## Segurança pública
Existe um centro de notificação de emergência na voivodia de Opole, localizado em Opole e que atende chamadas de emergência direcionadas aos números de emergência 112, 997, 998 e 999.

## Proteção da natureza
Existem 36 reservas naturais na voivodia de Opole.
Além disso, existem 4 parques paisagísticos:
- Parque paisagístico Stobrawski, o maior parque de Opole, incluindo complexos florestais e prados na parte centro-oeste da voivodia.
- Parque paisagístico Monte Santa Ana, abrange a área natural mais valiosa de Chełm com inúmeros locais de orquídeas.
- Parque paisagístico das Montanhas Opawskie, protegendo a parte polonesa das Montanhas Opawskie.
- Parque paisagístico Załęczański (apenas uma pequena parte do parque fica dentro da voivodia).

## Turismo e lazer

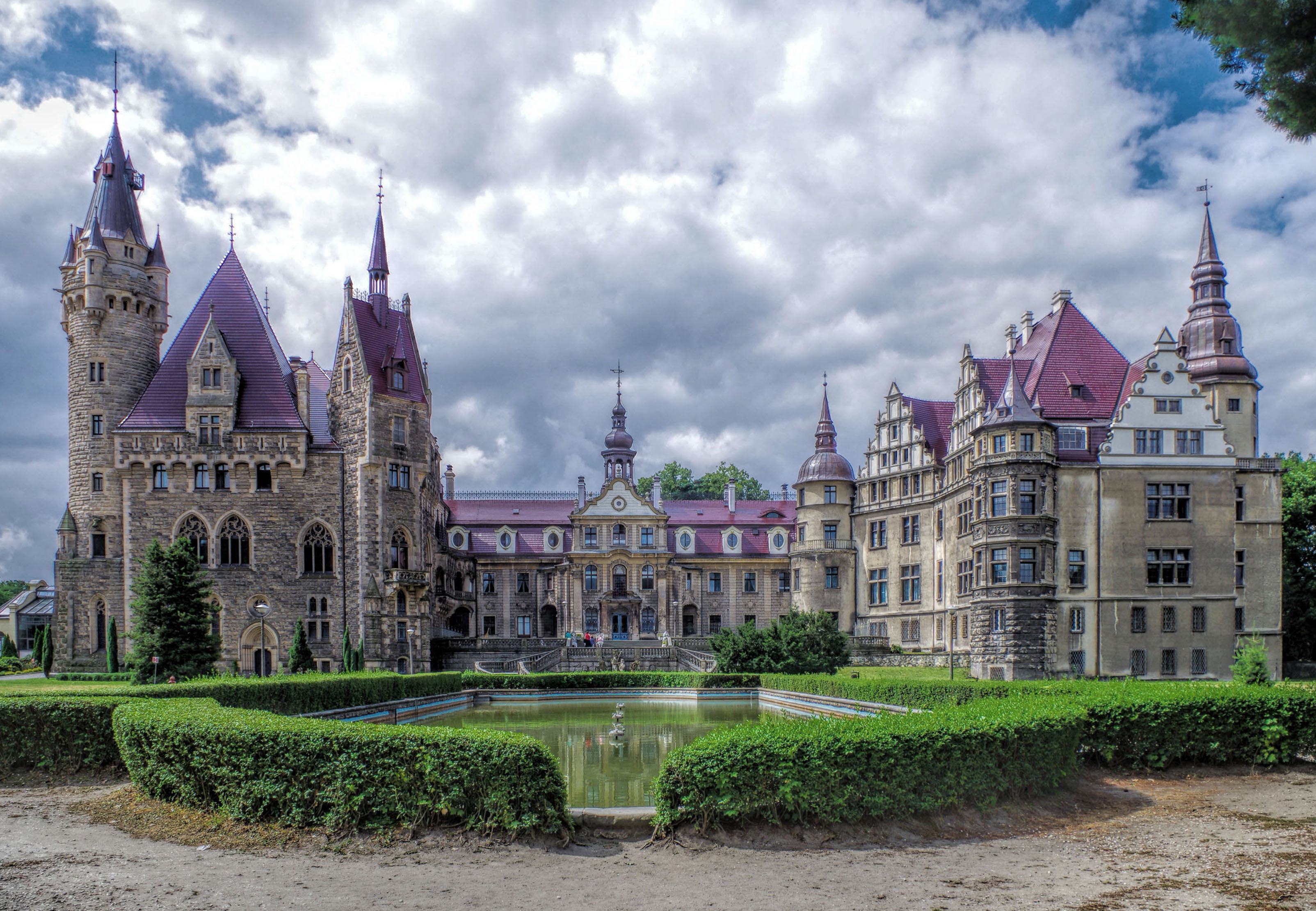
Palácio em Moszna

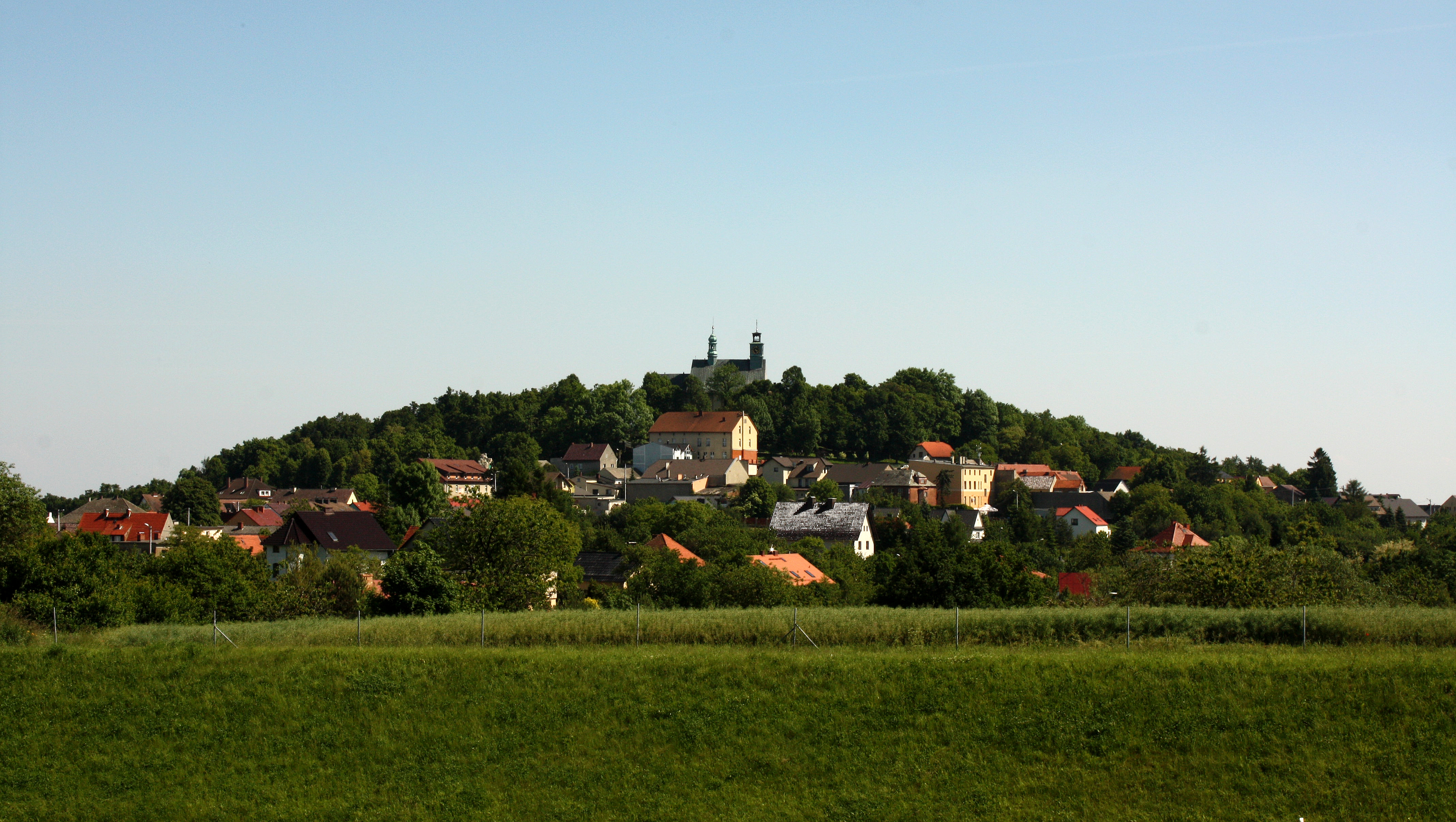
Morro de Santa Ana

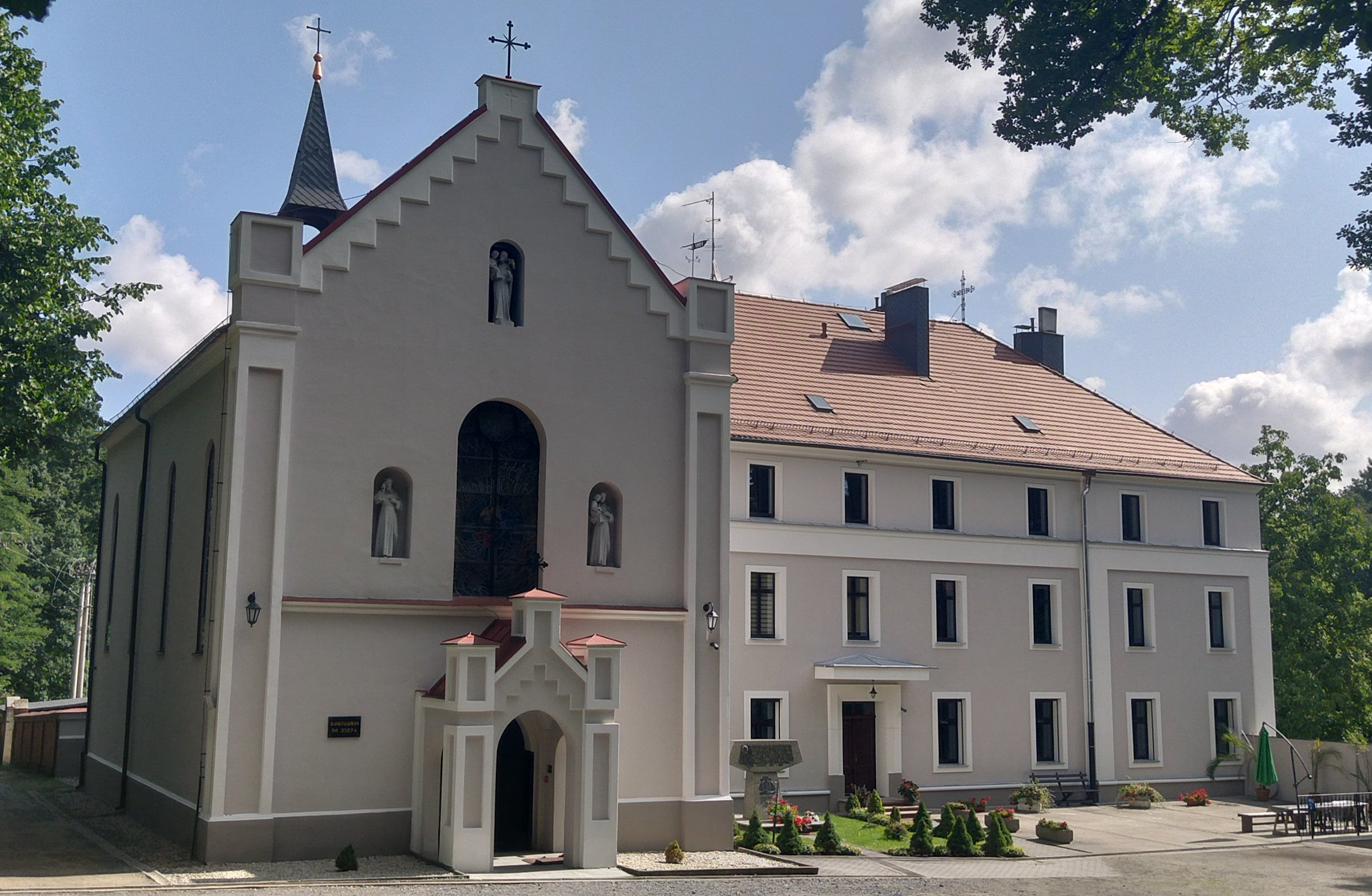
Santuário de São José em Prudnik

As cidades da voivodia com os maiores valores turísticos são: Otmuchów, Prudnik, Byczyna, Nysa, Kluczbork, Paczków, Opole, Kędzierzyn-Koźle, Głuchołazy e Brzeg, e as aldeias de: Biskupice, Jarnołtówek, Pokrzywna, Łambinowice, Jemielnica, Turawa, Kamień Śląski, Góra Świętej Anny, Ścibórz, Rogów Opolski, Moszna e Krasiejów.
Objetos da cultura e história populares entre os turistas são, por exemplo, o palácio em Moszna, JuraPark Krasiejów, a fortaleza do cavaleiro em Biskupice, o santuário de Santa Ana, no Morro de Santa Ana, o Museu da Vila de Opole em Opole-Bierkowice. A herança da história polonesa é a Montanha de Santa Ana como o local das batalhas ferozes da Terceira Revolta da Silésia, o castelo renascentista em Głogówek, onde o rei polonês João II Casimiro Vasa permaneceu durante O Dilúvio sueco, e o santuário de São José em Prudnik, onde o cardeal Stefan Wyszyński ficou preso. A principal tendência do turismo na voivodia de Opole é o turismo “às raízes”, com foco em turistas da Alemanha que visitam seus parentes ou as áreas de origem de sua família, bem como lugares relacionados às biografias de alemães famosos.
São considerados monumentos históricos: o Castelo dos Piastas da Silésia em Brzeg com seu portão renascentista e a capela do castelo dedicada a Santa Edviges da Silésia, o complexo da igreja paroquial dedicada a São Tiago, o Apóstolo e Santa Inês, a Virgem e Mártir, em Nysa, a igreja de peregrinação dedicada a Santa Ana em Olesno, o complexo da cidade antiga com um sistema de fortificação medieval em Paczków e a paisagem cultural e natural composta da Montanha de Santa Ana. Em Brzeg, foi inaugurado o Parque Cultural “A cidade ducal de Brzeg”.
Existem numerosos castelos na voivodia — em Brzeg, Głogówek, Namysłów, Kędzierzyn-Koźle, Otmuchów, Niemodlin, Biała Prudnicka, Korfantów, Karłowice e Łąka Prudnicka. Há também ruínas de castelos em Trzebinia, Strzelce Opolskie, Ujazd e Chrzelice. Há uma das mais antigas torres de castelo na Polônia — a Torre Piasta em Opole e a Torre Wok em Prudnik (a estrutura defensiva privada mais antiga da Polônia). A voivodia de Opole também tem muitos palácios magníficos — por exemplo, em Moszna, Nysa, Kopice, Dobra, Narok e Rozkochów.
O multiculturalismo da região é a razão da diversidade da cozinha tradicional de Opole. O roteiro culinário turístico “Opolski Bifyj” inclui pratos dos seguintes condados: Kluczbork, Prudnik, Opole, Krapkowice, Kędzierzyn-Koźle, Oleski, Brzeg, Nysa e Strzelce.
No sul da voivodia, nos condados de Prudnik e Nysa, existem conhecidos estâncias de férias localizadas nas montanhas Opawskie — as aldeias de Pokrzywna, Moszczanka, Jarnołtówek, Dębowiec e Wieszczyna. Em Prudnik, começa o “Caminho Principal dos Sudetos”, que se estende por todos os Sudetos (até Świeradów-Zdrój) Mieczysław Orłowicz — uma das duas trilhas de caminhada sinalizadas mais importantes das montanhas polonesas.
A maioria das instalações de alojamento turístico estão localizadas nos seguintes condados: Nysa, Opole, Brzeg, Oleski, Kluczbork, Prudnik e Kędzierzyn-Koźle.

## Ciência
Opole
- Universidade de Opole

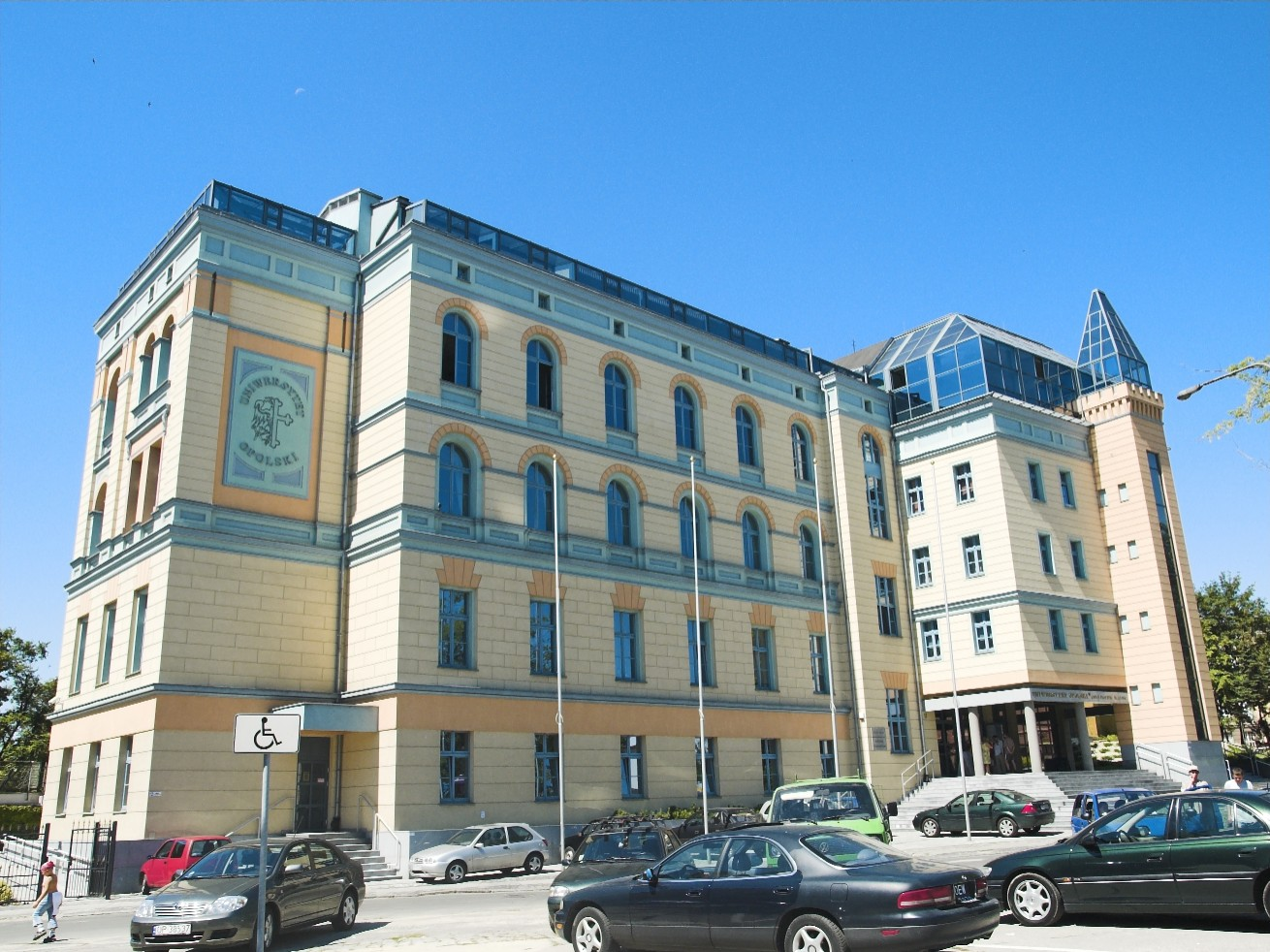
Sede da reitoria da Universidade de Opole

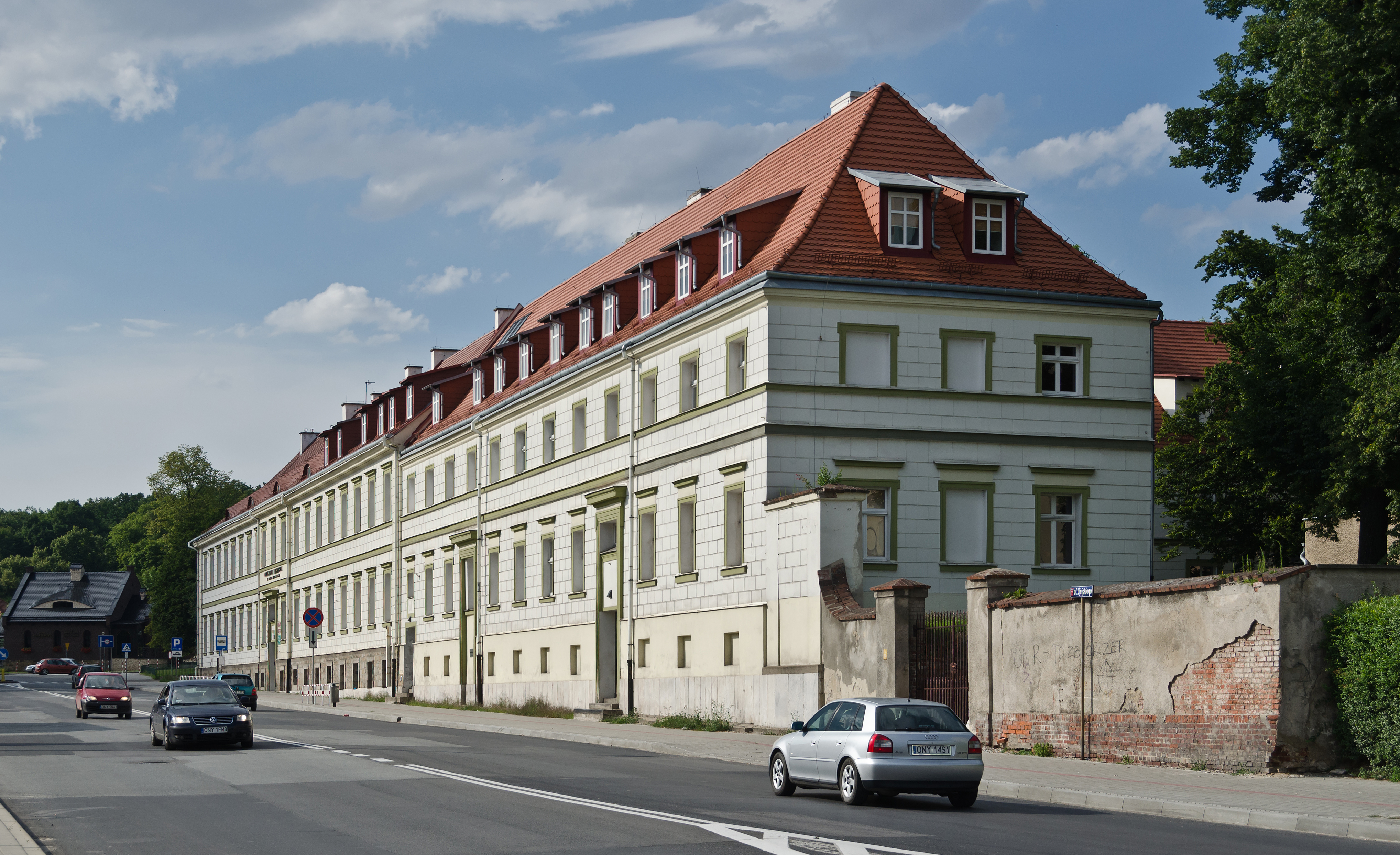
Academia Estatal de Ciências Aplicadas em Nysa

- Universidade de Tecnologia de Opole
- Escola Superior de Gestão e Administração em Opole
- Seminário Teológico Interdiocesano Superior em Opole
- Escola Bancária em Breslávia
  - Faculdade de Economia de Opole

Brzeg
- Universidade de Humanidades e Economia em Brzeg

Nysa
- Academia Estatal de Ciências Aplicadas em Nysa

## Transporte

### Transporte rodoviário
De acordo com os dados de 31 de dezembro de 2021, havia 8 739,5 km de vias públicas com superfície dura na voivodia de Opole (1 895,0 km em área urbana e 6 844,5 em rural), dos quais, 88,1 km são de autoestradas.
Também em 31 de dezembro de 2021, na voivodia de Opole, o total das vias públicas por categoria é formado por: 783,0 km de estradas nacionais; 997,9 km de estradas regionais; 3.864,5 km de estradas distritais e 4.922,7 km de estradas comunais.

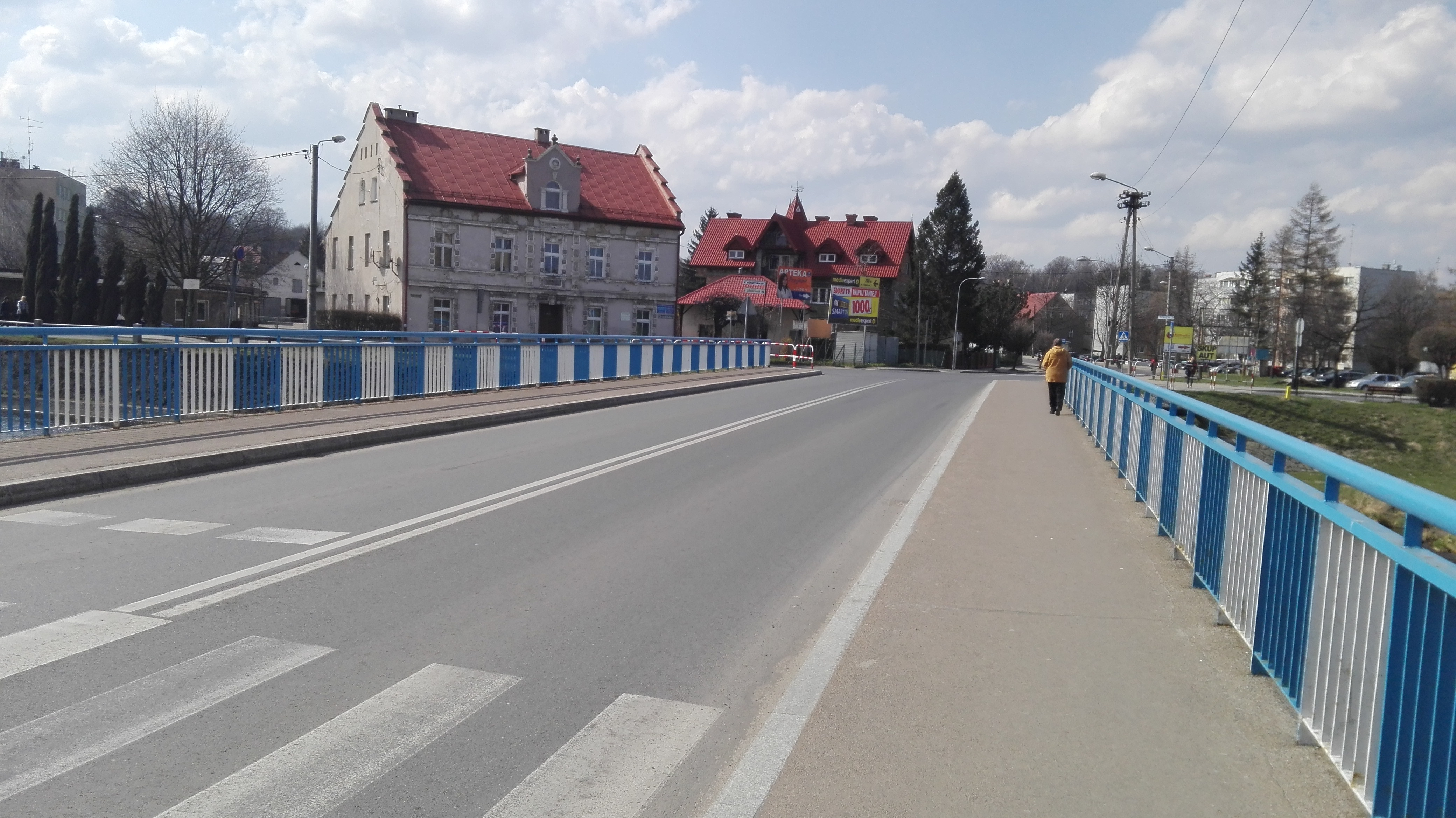
Estrada nacional n.º 40 em Głuchołazy

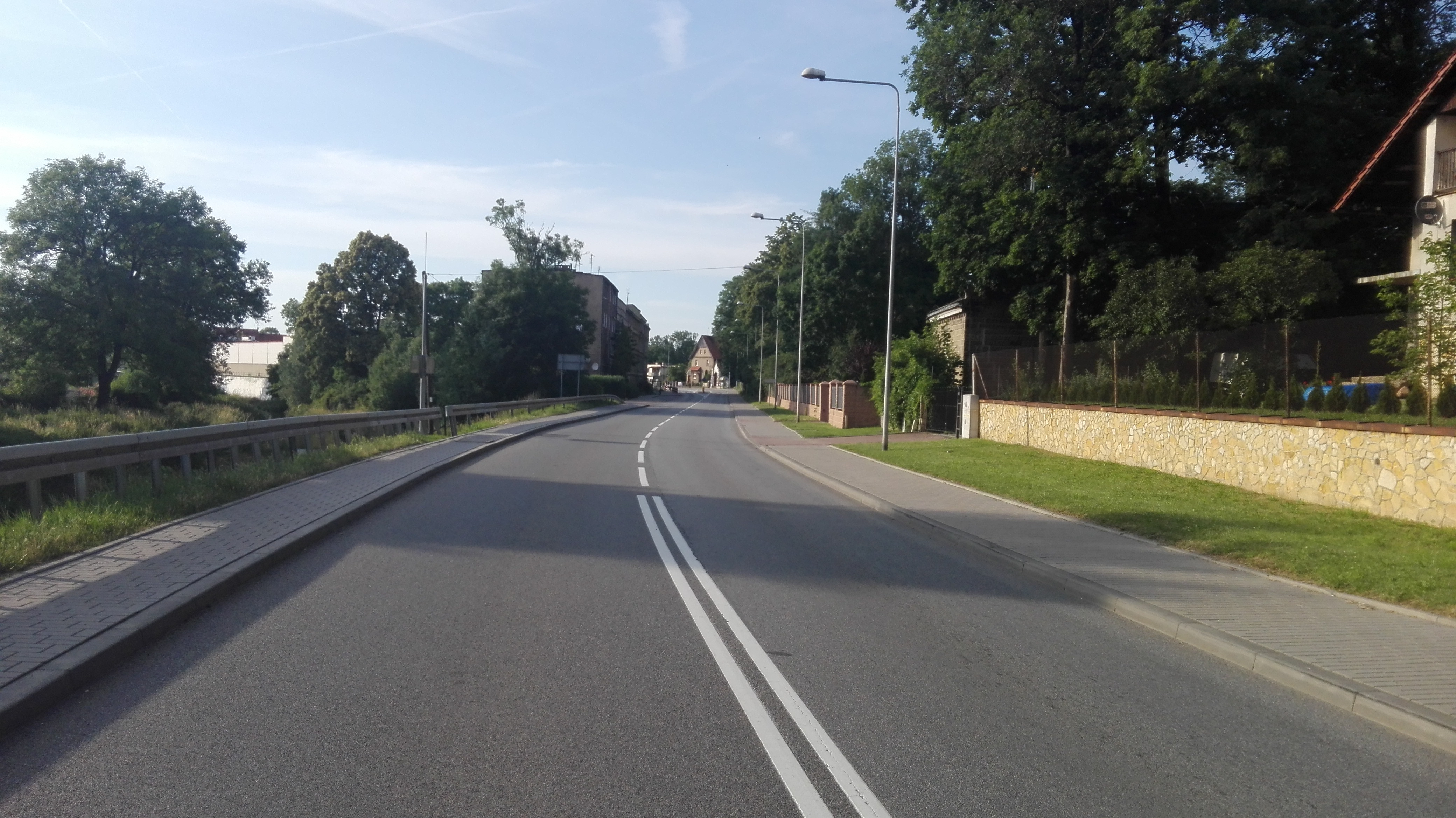
Estrada nacional n.º 41 em Prudnik

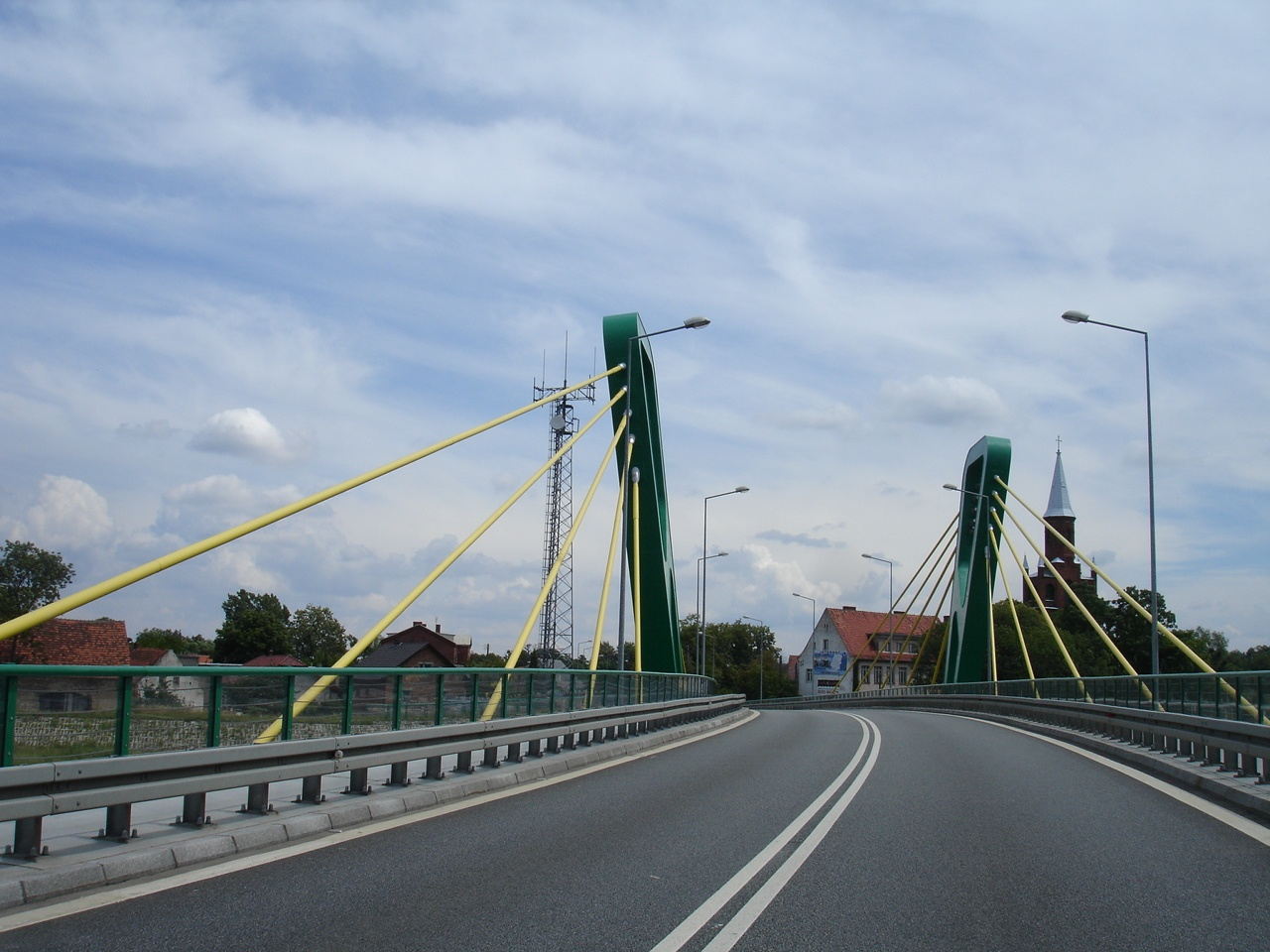
Estrada nacional n.º 94 em Skorogoszcz

| Estrada                           | Rota | Comprimento atual na voivodia [km] |
| --------------------------------- | --- | ---------------------------------- |
| Autostrada A4 (Polônia) · E40     | fronteira do país com a Alemanha – Zgorzelec – Węgliniec – Bolesławiec – Legnica – Wrocław – Brzeg – Opole – Prószków – Strzelce Opolskie – Gliwice – Chorzów – Katowice – Mysłowice – Jaworzno – Chrzanów – Kraków – Wieliczka – comuna de Kłaj – Bochnia – Brzesko – Tarnów – Dębica – Rzeszów – Jarosław – Przemyśl – fronteira do país com a Ucrânia | 88 km                              |
| Estrada Nacional n.º 11 (Polônia) | Kołobrzeg – Koszalin – Bobolice – Szczecinek – Podgaje – Piła – Ujście – Chodzież – Oborniki – Poznań – Kórnik – Jarocin – Pleszew – Ostrów Wielkopolski – Ostrzeszów – Kępno – Kluczbork – Lubliniec – Tworóg – Bytom | 56 km                              |
| Estrada Nacional n.º 38 (Polônia) | fronteira do país com a República Tcheca – Pietrowice – Głubczyce – Kędzierzyn-Koźle | 42 km                              |
| Estrada Nacional n.º 39 (Polônia) | Łagiewniki – Strzelin – Biedrzychów – Owczary – Brzeg – Namysłów – Kępno | 53 km                              |
| Estrada Nacional n.º 40 (Polônia) | fronteira do país com a República Tcheca – Głuchołazy – Prudnik – Kędzierzyn-Koźle – Ujazd – Pyskowice | 82 km                              |
| Estrada Nacional n.º 41 (Polônia) | Nysa – Prudnik – Trzebina – fronteira do país com a República Tcheca | 33 km                              |
| Estrada Nacional n.º 42 (Polônia) | Namysłów – Kluczbork – Praszka – Rudniki – Działoszyn – Pajęczno – Nowa Brzeźnica – Radomsko – Przedbórz – Ruda Maleniecka – Końskie – Skarżysko-Kamienna – Rudnik | 76 km                              |
| Estrada Nacional n.º 45 (Polônia) | Zabełków – Krzyżanowice – Racibórz – Krapkowice – Opole – Bierdzany – Kluczbork – Praszka – Wieluń – Złoczew | 142 km                             |
| Estrada Nacional n.º 46 (Polônia) | Kłodzko – Nysa – Pakosławice – Jaczowice – Niemodlin – Karczów – Opole – Ozimek – Lubliniec – Blachownia – Częstochowa – Janów – Szczekociny | 131 km                             |
| Estrada Nacional n.º 88 (Polônia) | Strzelce Opolskie – Nogowczyce – Gliwice – Bytom | 10 km                              |
| Estrada Nacional n.º 94 (Polônia) | Bolesławiec – Krzywa – Chojnów – Legnica – Prochowice – Wrocław – Brzeg – Opole – Strzelce Opolskie – Toszek – Pyskowice – Bytom – Będzin – Sosnowiec – Dąbrowa Górnicza – Olkusz – ... – Tarnów – Rzeszów – Jarosław – Radymno – rodovia 1698R | 98 km                              |

### Transporte ferroviário

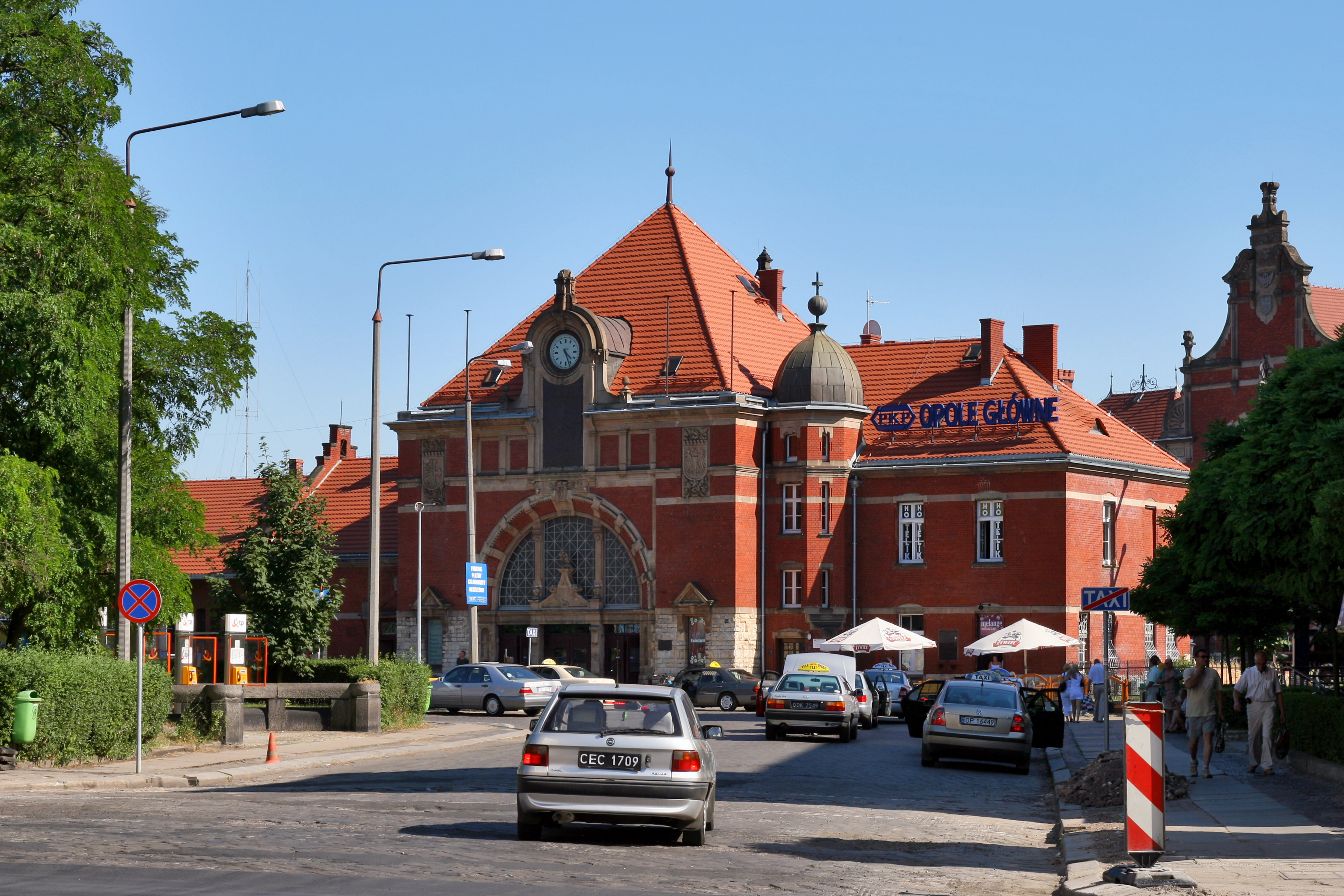
Estação ferroviária Opole Główne

Existem 798 km de linhas férreas em operação na voivodia de Opole (14.º lugar no país), dos quais 362 km são linhas de via única, enquanto que 436 km são de duas ou mais vias. 440 km de linhas férreas são eletrificados (em 31 de dezembro de 2013). Em 2017, um habitante estatístico da voivodia de Opole viajou 5,3 vezes de trem.
Existem 30 estações ferroviárias ativas na voivodia, 3 delas registradas no registro de monumentos (em 31 de outubro de 2014).

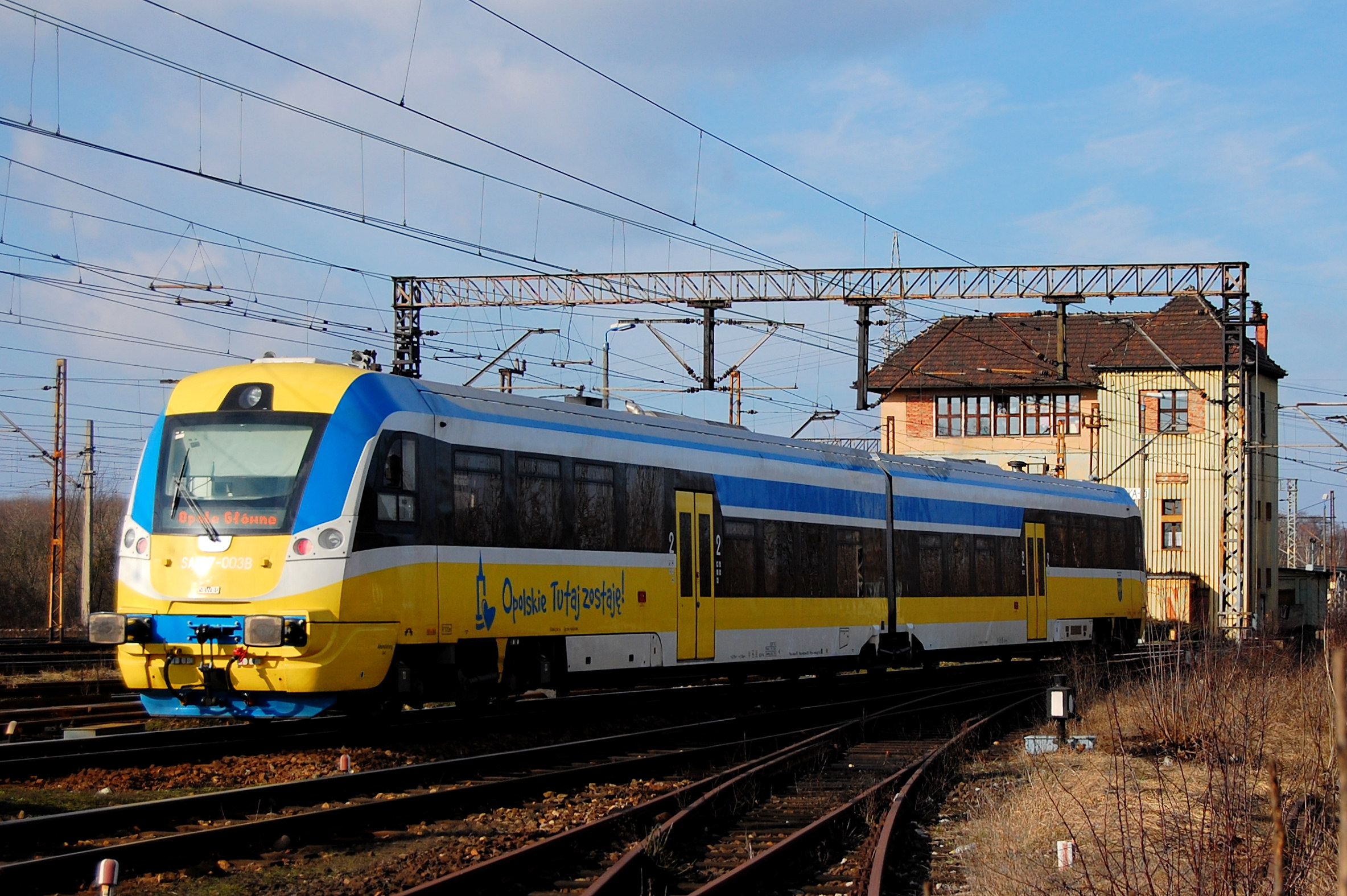
Locomotiva a diesel SA137

A voivodia da Opole possui 22 veículos ferroviários: 11 de combustão e 11 de eletricidade.
| Série        | Tipo  | Quantidade | Fabricante / Modernizador |               |
| ------------ | ----- | ---------- | ------------------------- | ------------- |
| EN57AL       | 5B/6B | 4          | Pafawag / Pesa e ZNTK MM  | [ 51 ]        |
| EN63A Impuls | 36WEa | 7          | Newag                     | [ 52 ] [ 53 ] |
| SA103        | 214Ma | 3          | Pesa                      | [ 51 ]        |
| SA109        | 212M  | 1          | Kolzam                    | [ 54 ]        |
| SA134        | 218Md | 5          | Pesa                      | [ 55 ]        |
| SA137        | 220M  | 2          | Newag                     | [ 56 ]        |

## Esporte

### Hóquei

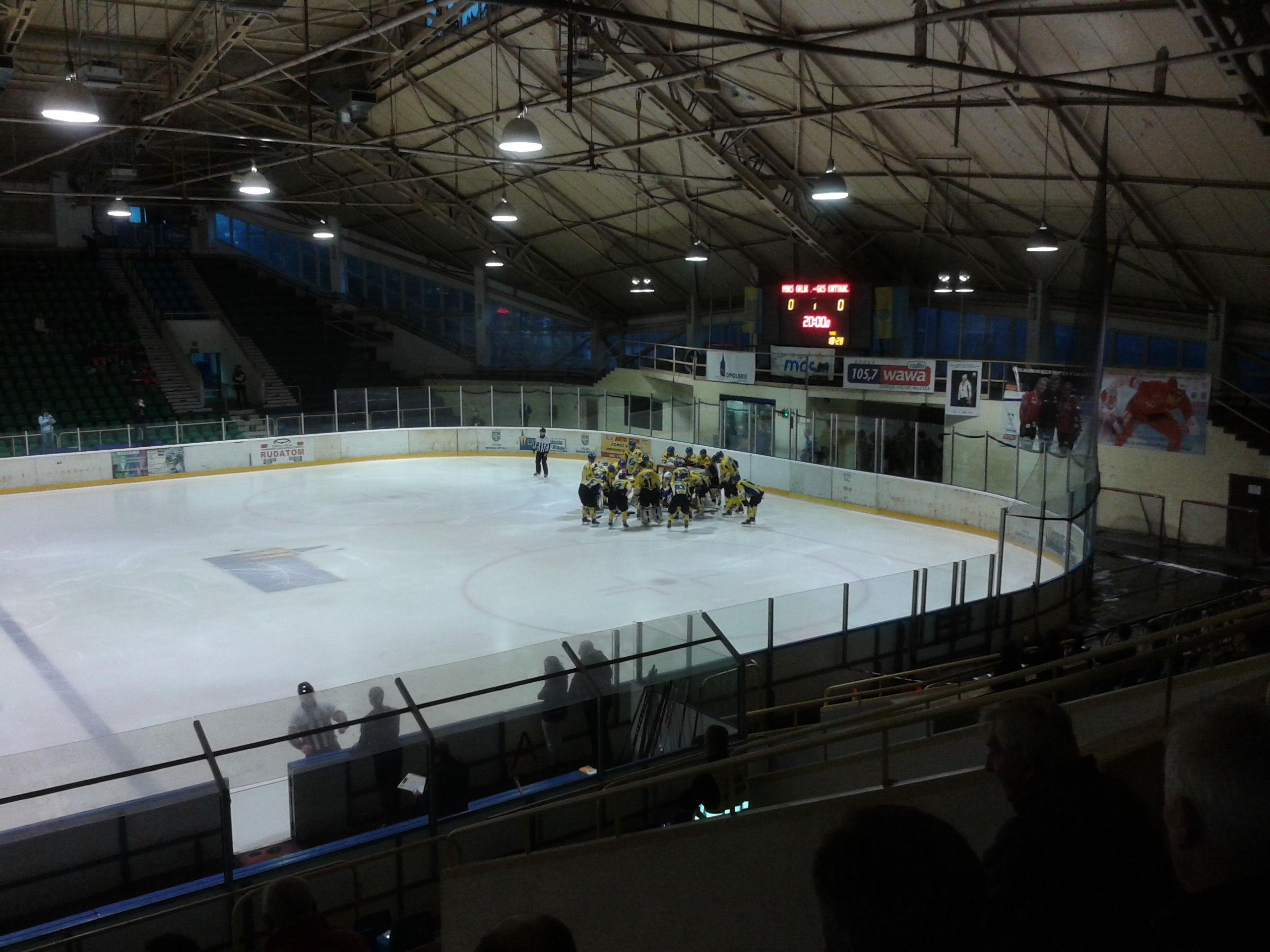
Jogadores de hóquei no gelo do Orlik Opole

Os clubes Opole HK e Orlik Opole participam do hóquei no gelo. No passado, havia também os clubes Odra Opole, Pogoń Prudnik e Chemik Kędzierzyn-Koźle. Rudolf Czech, duas vezes atleta olímpico, veio de Opole. O hóquei em campo é jogado pelo clube Dwójka Nysa.

### Ciclismo

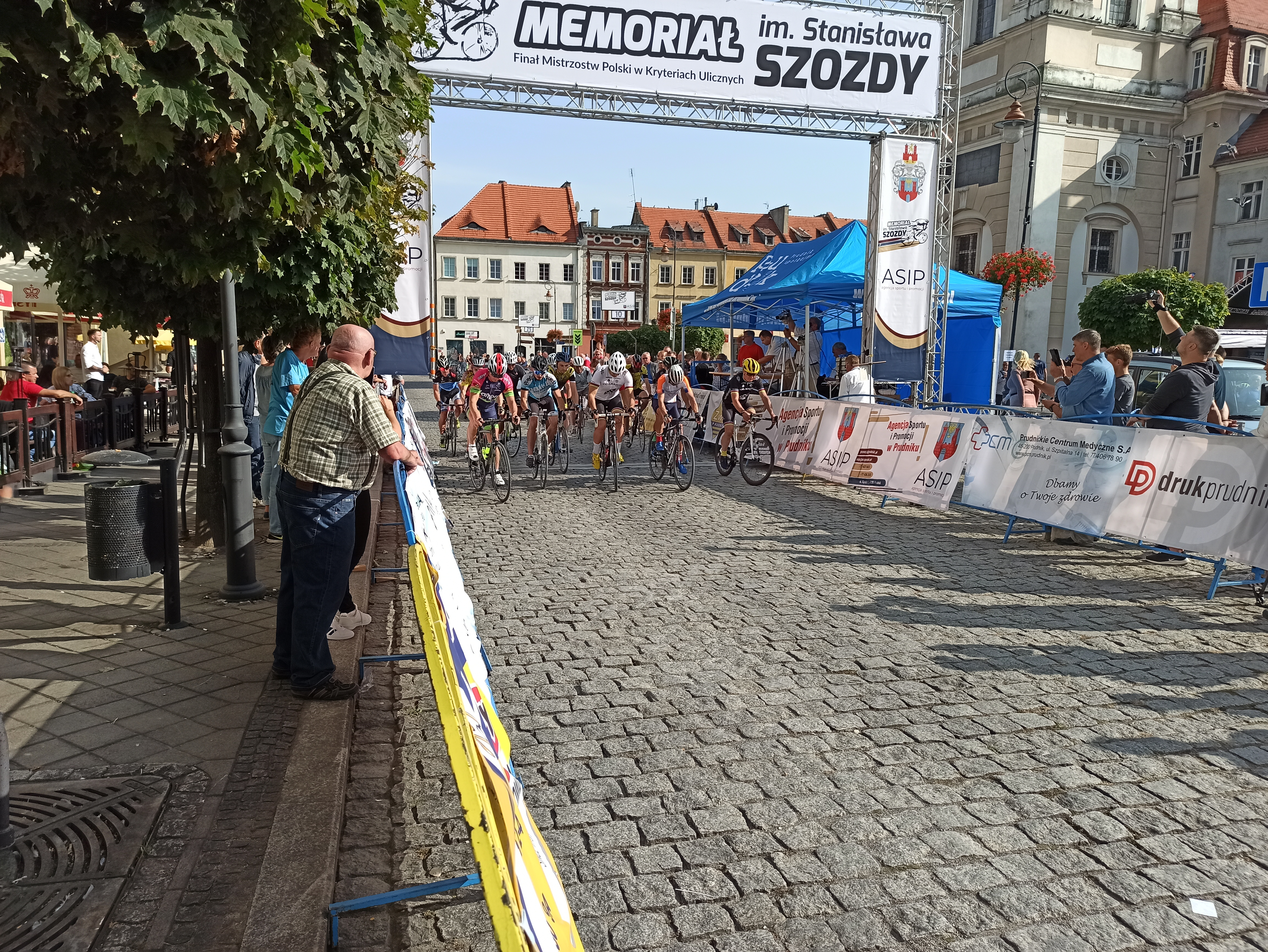
Memoriał Stanisław Szozda em Prudnik

Prudnik é uma cidade com tradições de ciclismo — entre outros, Stanisław Szozda, Franciszek Surmiński e Krzysztof Szafrański vieram daqui. Os ciclistas do Zarzewie Prudnik e do LZS Opole foram medalhistas nos campeonatos poloneses. Todos os anos, em setembro, o Memorial Stanisław Szozda é realizado em Prudnik.
Há uma associação de ciclismo de Opole. A voivodia de Opole realizou o campeonato polonês de ciclismo cross-country quatro vezes: 1954 (Nysa), 1957 (Niemodlin), 1968 (Prudnik), 1970 (Kędzierzyn). A rota de corrida do Tour de Pologne passou muitas vezes pela voivodia.

### Basquetebol

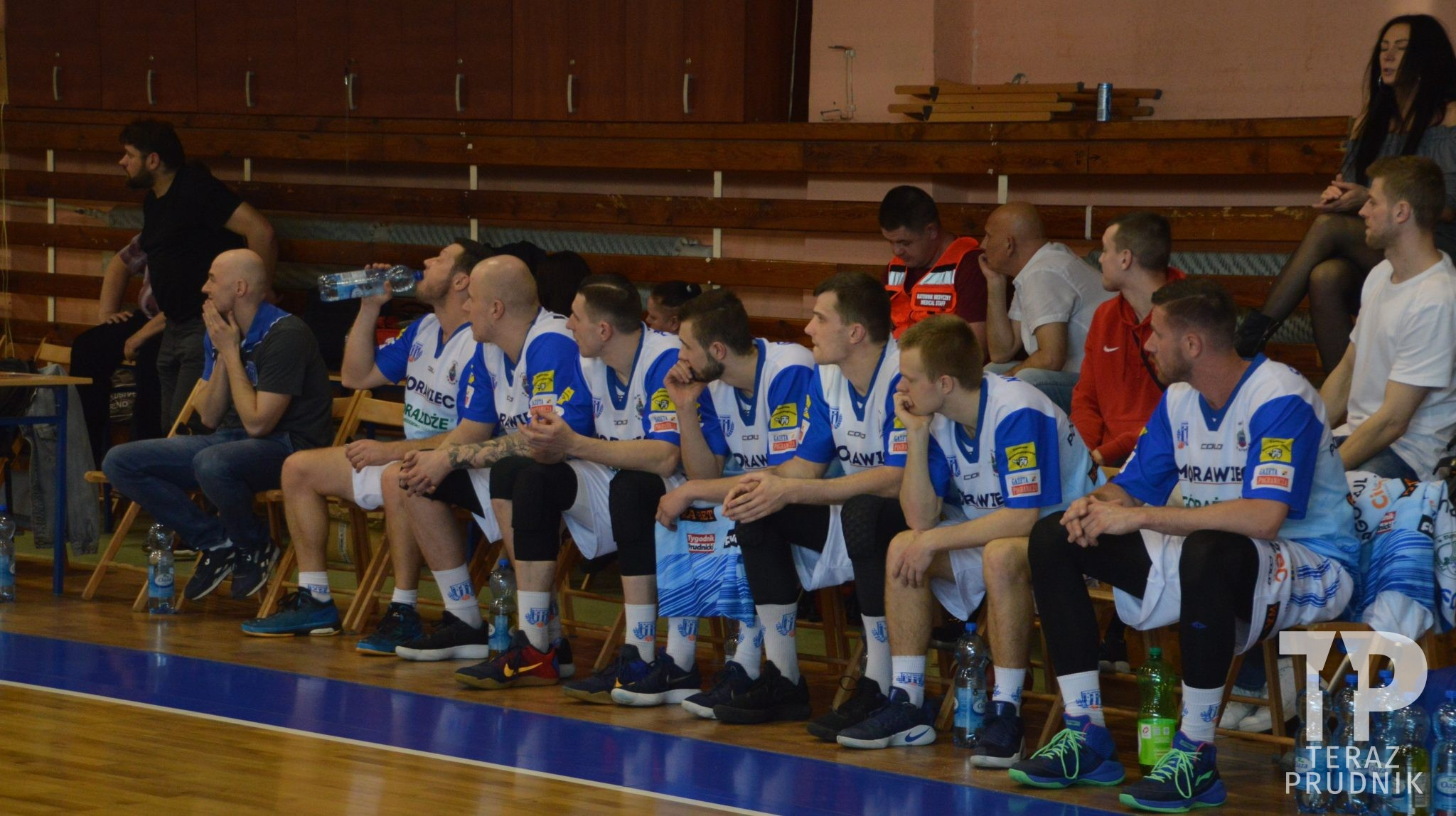
Jogadores de basquete do Pogoń Prudnik

O basquetebol é popular em Prudnik, sendo chamada de “capital do basquete da região de Opole”. O Pogoń Prudnik — o clube de basquete mais bem classificado — participou várias vezes da primeira liga e também venceu o campeonato juvenil polonês. A equipe do Weegree AZS Politechnika Opolska também disputou partidas na I Liga. Na Liga de Basquete Feminino, o Odra Brzeg jogou. Os centros de treinamento juvenil de basquete do PZKosz foram fundados em Prudnik (divisão masculina) e em Brzeg (divisão feminina).
O Opolski Związek Koszykówki (OZKosz) organiza jogos da 3.ª liga masculina e da 2.ª liga feminina, bem como ligas juniores.

### Tiro com arco

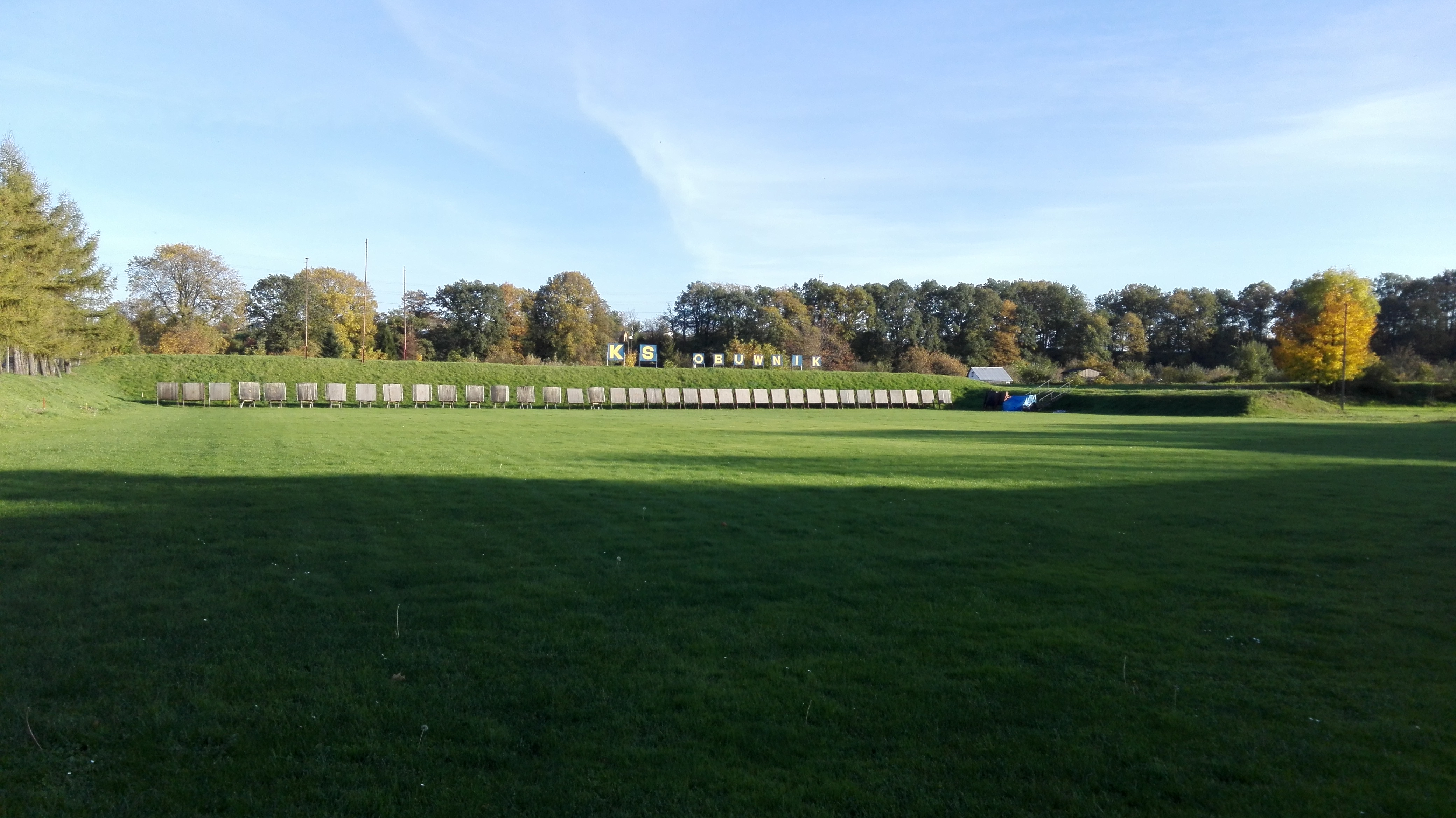
Pista de tiro com arco em Prudnik

Um dos melhores clubes de arco e flecha da Polônia é o Obuwnik Prudnik, cujos atletas ganharam títulos de campeões poloneses, europeus e mundiais. Outros clubes de arco e flecha na voivodia são o Chrobry Głuchołazy e o Apacz Prudnik.
A Associação Regional de Tiro com Arco de Opole está sediada em Głuchołazy. Os campeonatos poloneses de tiro com arco foram realizados na voivodia de Opole nos anos de: 1955 (Opole), 1975 (Prudnik), 1982 (Prudnik), 1989 (Prudnik), 2004 (Prudnik), 2013 (Głuchołazy).

### Futebol

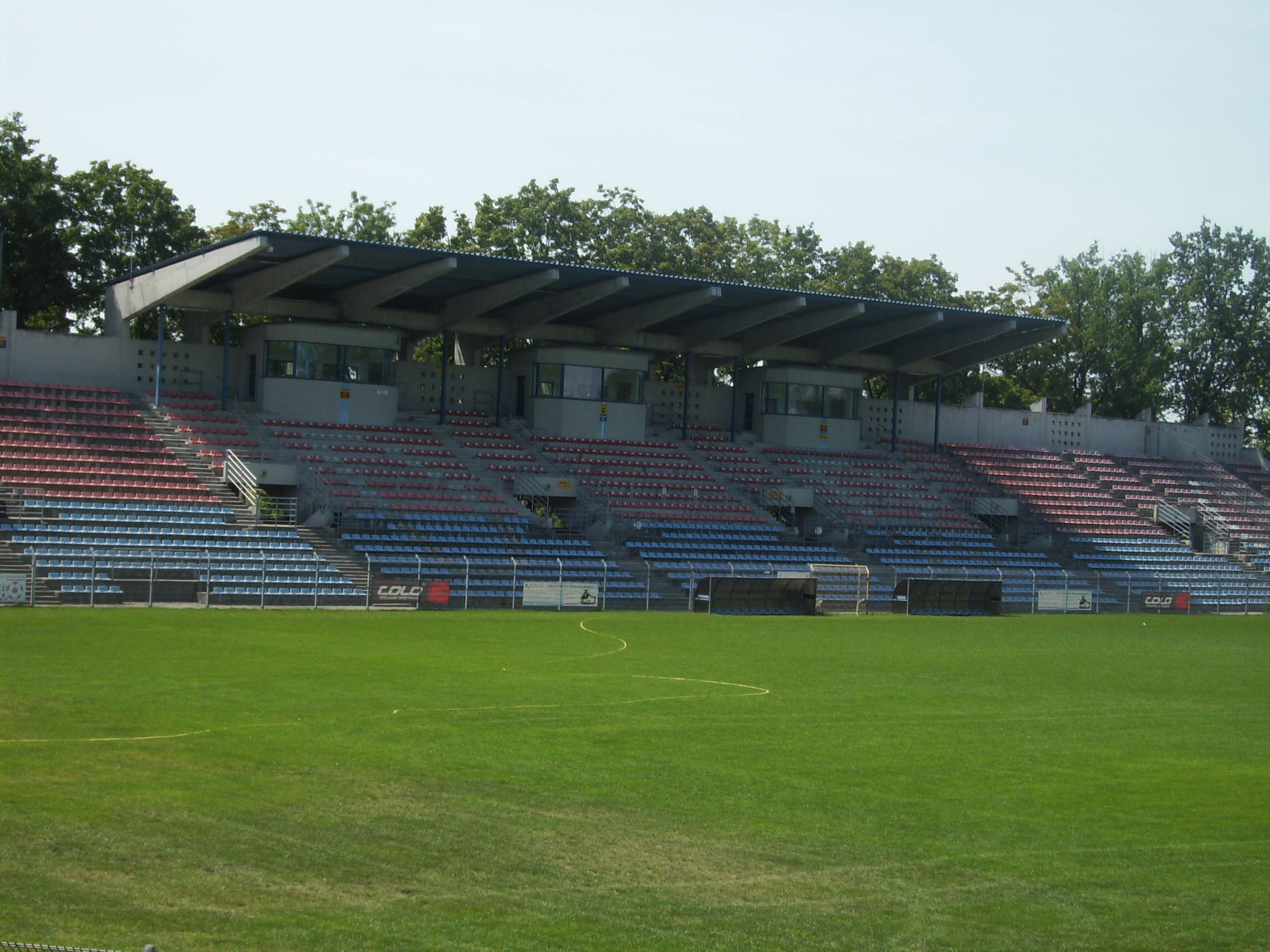
Estádio Municipal de Opole

Os clubes de futebol mais bem-sucedidos são: Odra Opole, Włókniarz Kietrz, Małapanew Ozimek, MKS Kluczbork, Start Namysłów e Chemik Kędzierzyn-Koźle. Esses clubes estão no topo da tabela da Primeira Divisão de todos os tempos, e o Odra Opole também jogou na Ekstraklasa. O clube de futebol mais antigo registrado na voivodia de Opole é o Pogoń Prudnik. O Rolnik Biedrzychowice-Głogówek jogou na Ekstraliga feminina.
A primeira associação esportiva distrital na região de Opole foi o Subdistrito da Associação de Futebol em Prudnik. A Opolski Związek Piłki Nożnej organiza a IV liga masculina e feminina, a classe distrital (dividida em grupos do norte e do sul), as classes A e B, a III liga de futsal, competições de juniores, de grupo juvenil formado por jogadores de até 15 anos e juvenis, bem como o nível regional da Copa da Polônia. Opole sediou a final da Copa da Polônia em 1987.

### Voleibol

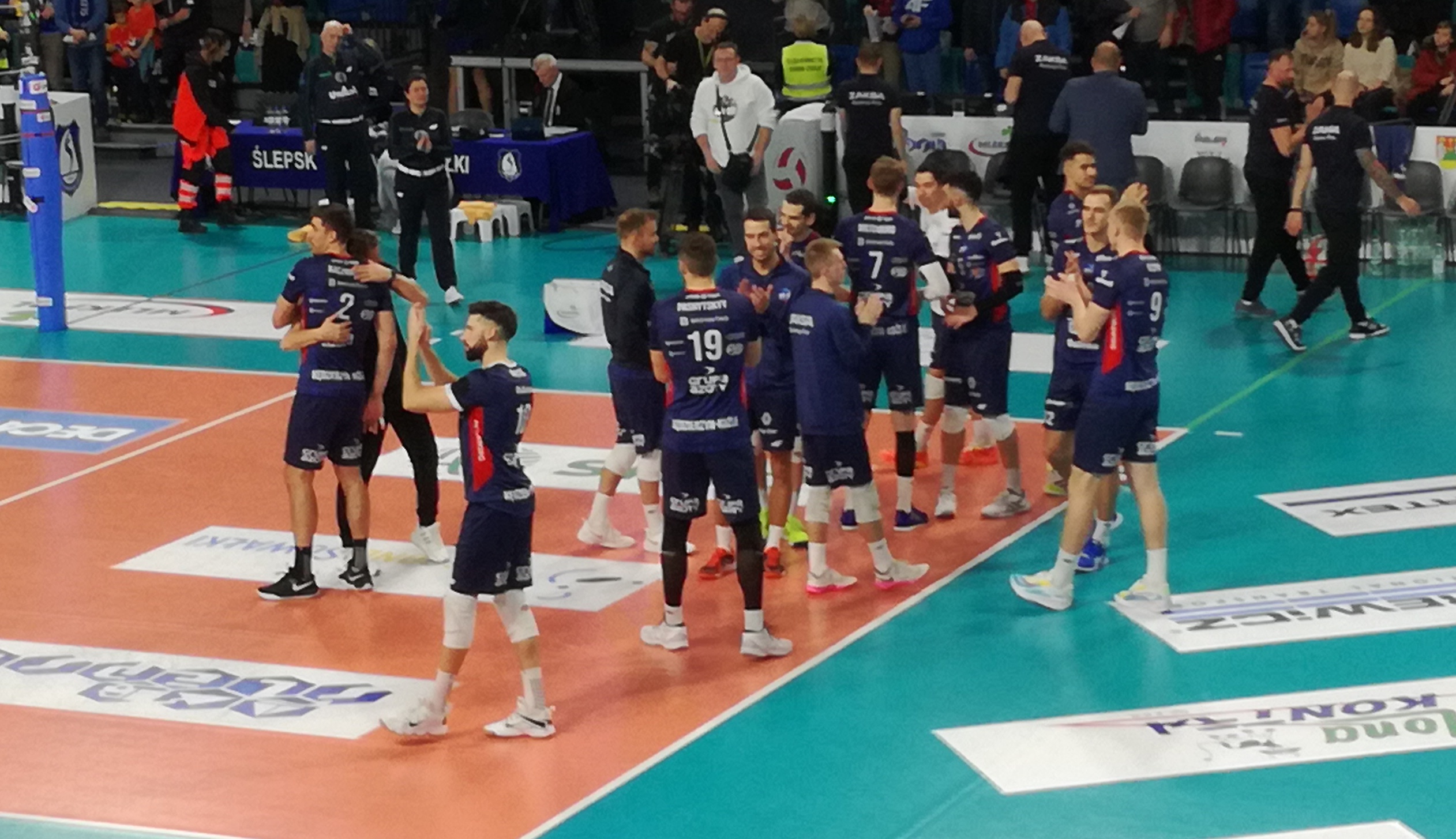
Jogadores de vôlei do ZAKSA Kędzierzyn-Koźle

Um dos clubes de voleibol mais bem-sucedidos da Polônia é o ZAKSA Kędzierzyn-Koźle, que venceu várias vezes a Liga dos Campeões e o Campeonato Polonês. O Stal Nysa (vencedor da Copa da Polônia) também disputou partidas na PlusLiga. Na liga I masculina, participaram o Mickiewicz Kluczbork, o ZAKSA Strzelce Opolskie e o AZS Politechnika Opolska. A UNI Opole joga na Tauron Liga (divisão principal feminina).
A Associação de Vôlei de Opole é responsável pelo gerenciamento da terceira liga.

### Wasserball
No sul da voivodia, perto de Prudnik, ocorre uma competição única de Wasserball, organizada por brigadas de bombeiros voluntários locais. Um Torneio Internacional de Wasserball é realizado anualmente na vila de Przechód, enquanto uma competição local é realizada em Kierpień.

### Speedway
O esporte Speedway é praticado em Opole. O clube Kolejarz Opole, medalhista no campeonato polonês, participou da primeira divisão. Jerzy Szczakiel, o primeiro polonês campeão mundial individual de speedway, veio de Opole.

### Instalações esportivas
[[Imagem:Hala azoty.jpg|thumb|Arena “Azoty” em Kędzierzyn-Koźle
Arena “Azoty” em Kędzierzyn-Koźle
O maior estádio da voivodia é o Estádio Municipal “Odra”, em Opole. Outras instalações com grande capacidade incluem: Estádio Municipal em Ozimek, Estádio Polonia Nysa, Estádio Municipal em Kędzierzyn-Koźle, Estádio Municipal em Zdzieszowice, Estádio Municipal em Kluczbork, Estádio Esportivo em Namysłów e Estádio Municipal em Prudnik.
A voivodia também tem vários pavilhões de esportes e entretenimento, sendo os maiores deles: Stegu Arena em Opole, Hala “Azoty” em Kędzierzyn-Koźle, Hala Nysa, Hala “Obuwnik” em Prudnik e Hala Gwardii Jerzy Klempel em Opole.
Em Opole, há o Estádio Marian Spychała Speedway.